# Histoire de la laine et du drap
Pour les autres sens de « drap », voir Drap.

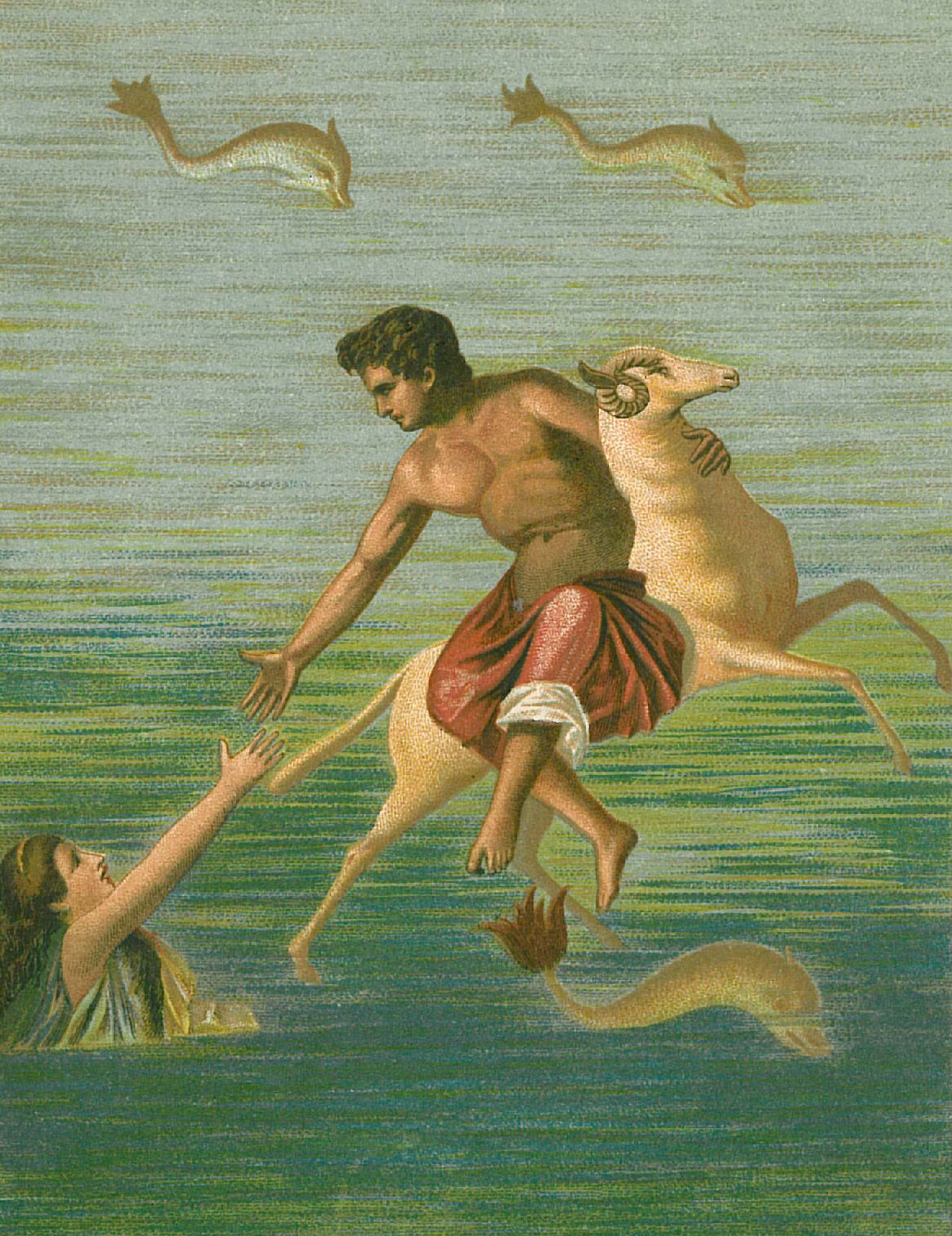
Hellé se noyant dans ce qui deviendra l'Hellespont et Phrixos chevauchant le bélier à la Toison d'or. Fresque de Pompéi.

Historiquement, jusqu'au milieu du XIXe siècle, le textile reste l'activité de fabrication la plus importante d'Europe occidentale et jusqu'au milieu du XVIIIe siècle, la laine et son principal dérivé, le drap, sont la principale activité textile. Il faut distinguer le tissu de laine, étoffe tissée, de types d'étoffes non tissées comme le feutre ou le tricot, autres utilisations communes de la laine. La laine était aussi abondamment utilisée, simplement nettoyée et cardée, pour le matelassage et le rembourrage.
Le drap de laine (qu'il ne faut pas prendre dans le sens de « drap de lit ») est un tissu de laine amélioré principalement par le foulage puis progressivement par d'autres opérations de finition comme le lainage. La laine se prête en effet facilement au feutrage et au foulage. Cette particularité est due à la spécificité de la fibre animale qui la compose, la kératine.

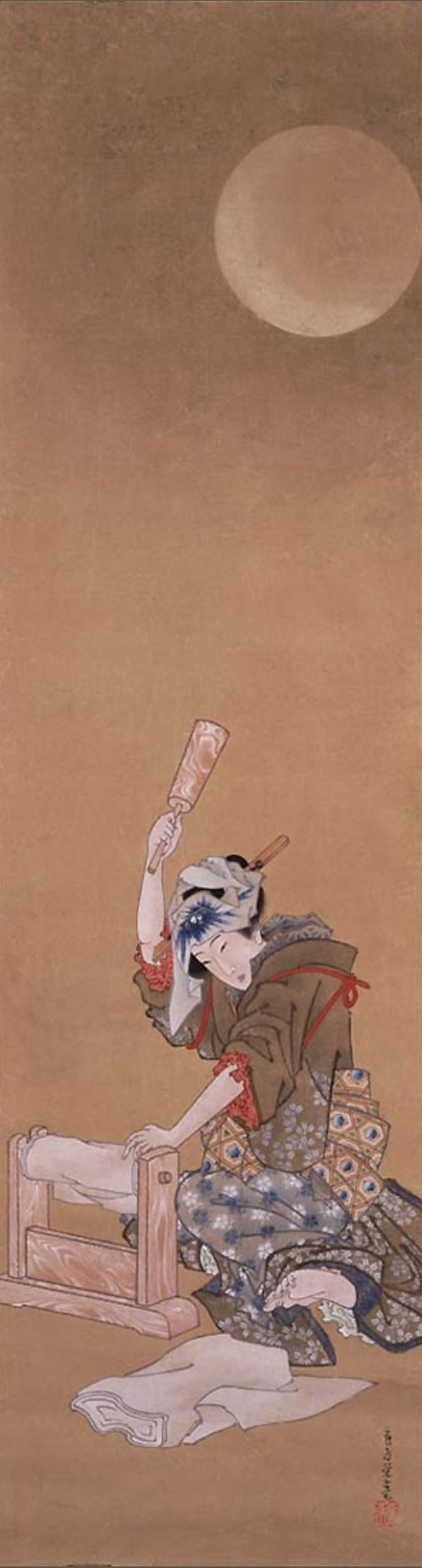
Kinuta ou Beauté foulant le drap au clair de lune de Katsushika Oi (vers 1840 ?)

Au Xe siècle, ces améliorations et des innovations techniques en production permettent de proposer une grande variété de tissus de laine puis de les produire en masse. Cette industrie naissante constitue un facteur déterminant de l'apparition du capitalisme marchand et du démarrage économique de l'Occident. L'activité textile se concentre alors dans quelques régions qui connaissent un renouveau urbain.

## Étymologie
D'après CNRTL-ortholang :
Laine vient du latin lana : laine, drap du bas-latin drappus : étoffe, probablement d'origine gauloise. Dès le Moyen-Âge, drap et son dérivé drapeau prennent deux significations différentes :
- Drap (de laine), tissu de laine cardée, foulée et apprêtée de grande dimension qui sert de matériau de base pour la confection et les tapisseries, considéré comme un produit de luxe auquel est associé le nom de (marchand-)drapier, personnage souvent puissant dont le commerce est la draperie. Au pluriel draps pouvait être synonyme d'habits, toujours coupés dans du drap : « être dans de beaux draps ». Pour les autres pièces de tissu de grande dimension, on parle plutôt de toile (qui est aussi le nom d'un type d'armure en tissage).
- Draps (de lit), toujours au pluriel à l'époque, remplace alors dans cet usage linceul dont l'origine est : étoffe de lin.
- Drapeaux : morceaux de draps puis langes (Drapia actuel en poitevin) à partir du XIIIe siècle. Il prend son sens actuel dans les armées au XVIe siècle où il remplace enseigne (qui lui remplacera porte-enseigne comme rang d'officier).

## Premières utilisations de la laine

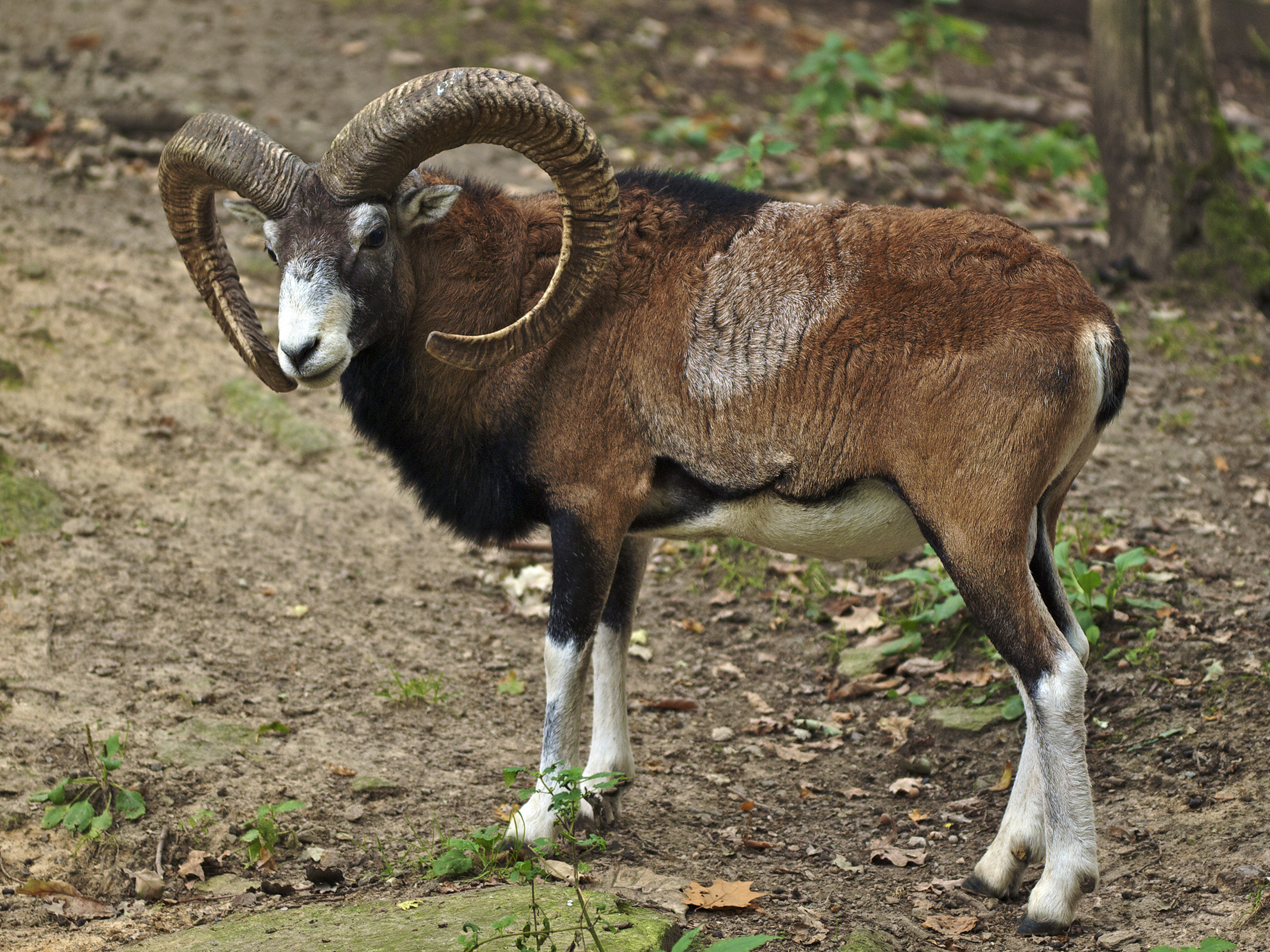
Le mouton sauvage (mouflon corse ou européen, qui descend en fait des premiers moutons domestiqués au Proche-Orient), a un poil relativement ras et ne produit pas de laine utilisable

La chèvre et le mouton constituent le premier bétail domestiqué au Néolithique au Proche-Orient (Néolithique précéramique A). Ces premières populations ne produisent pas de « vraie » laine.

### Laine de mouton
En effet les premiers moutons domestiques ressemblent au mouflon corse actuel. Des analyses génétiques prouvent l'appartenance du mouflon corse et de toutes les races de moutons à laine à l'espèce Ovis orientalis alors que les autres races de moutons proviennent généralement de croisements entre différentes espèces d'ovis. Les premiers agriculteurs cultivent le lin et le chanvre pour élaborer leurs textiles.

Il est impossible de distinguer sur du matériel archéologique le duvet (ou poils de bourre), précurseur de la laine des premiers moutons, de la vraie laine des moutons à laine (les poils plus grossiers sont appelés poils de jarre). Ce sont donc des indices indirects qui permettent d'estimer les dates d'apparition des races à laine.

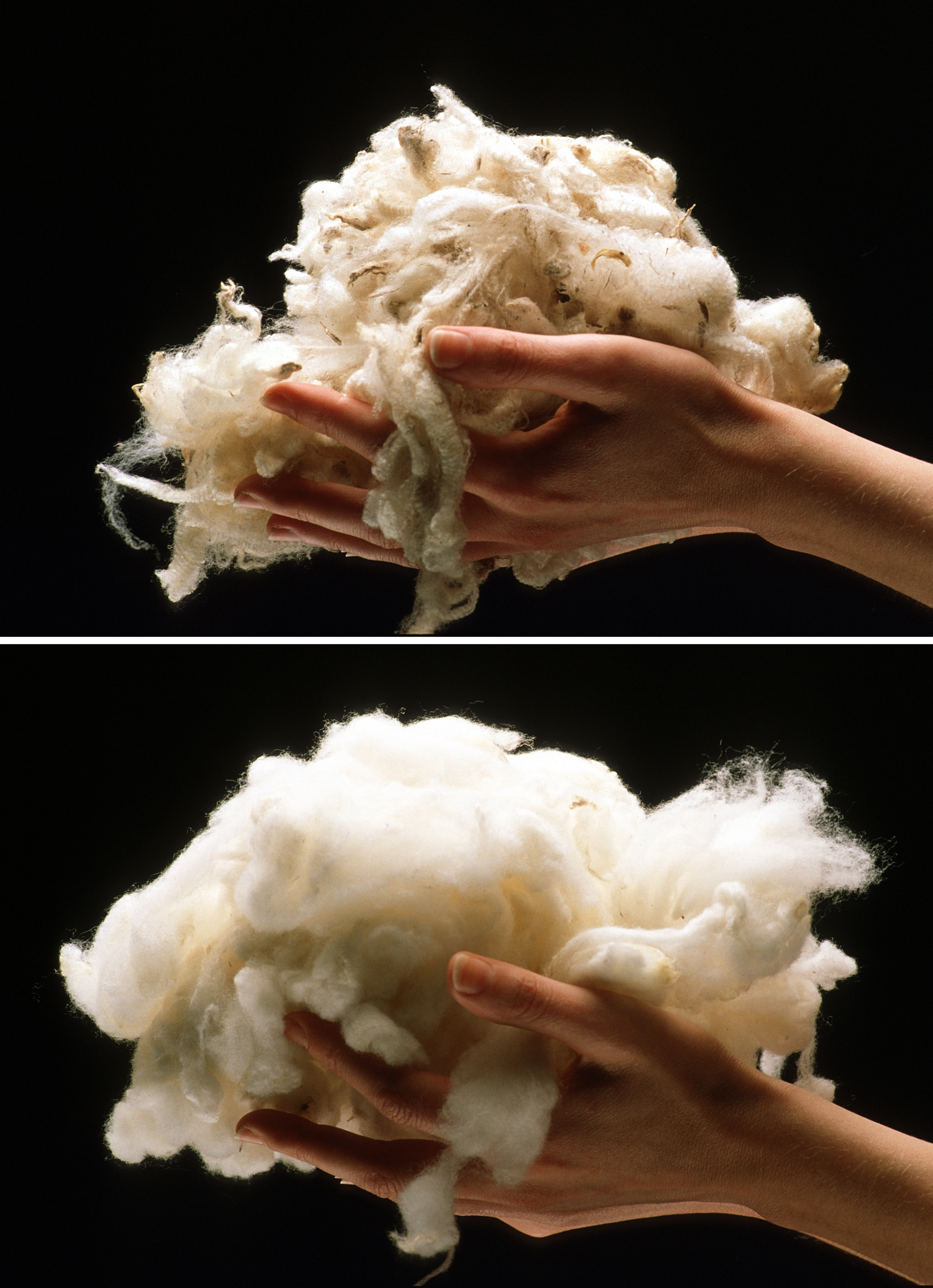
Laine avant et après lavage

Un des avantages de la laine sur les textiles végétaux est qu'elle est beaucoup plus fine. Il faut donc des fusaïoles et des fuseaux plus petits pour la filer. Des études portant sur quelques milliers de fusaïoles retrouvées au Proche-Orient occidental permettent de placer cette date autour de -5000 dans cette région et - 4500 en Europe. D'autres études portant sur la répartition des âges à l'abattage confirment ces dates.
Avant l'invention des forces ou de ciseaux, qui ne peuvent dater d'avant l'âge du bronze, il est possible que les éleveurs aient procédé par simple épilage avec des peignes, par exemple. Les mouflons arrachent en effet leur duvet hivernal en se frottant contre les arbres au printemps, il pouvait en être de même pour les premières races à laine et le mouton de Soay est probablement une survivance de ce type de races. Ensuite, la sélection a favorisé les races qui gardaient leur laine au printemps pour ne pas perdre de toison. Ainsi le mouton est devenue une espèce dépendant de l'homme pour sa survie (sauf en ce qui concerne les races à fourrure).
La laine devait ensuite être lavée pour la débarrasser de ses impuretés et du suint puis cardée avant le filage. Le cardage régularise la laine en rubans et permet de retirer les dernières impuretés. Les premiers peignes ou cardes étaient fabriqués à partir de chardons (cardères), de corne ou d'os.
La laine de mouton a pu être très tôt utilisée sous forme de feutre et de tresses qui ne nécessitent pas d'appareillage particulier. Les nomades d'Asie centrale excellaient à cette fabrication.
Le plus ancien tissu de laine retrouvé est celui de la cave de Nahal Hemar (he) (- 8000) en Judée, probablement élaboré selon la technique du nalebinding intermédiaire entre le tricot et le crochet.

Une empreinte de tissu avec teinture rouge est attestée à Çatal Höyük (autour de - 7000).

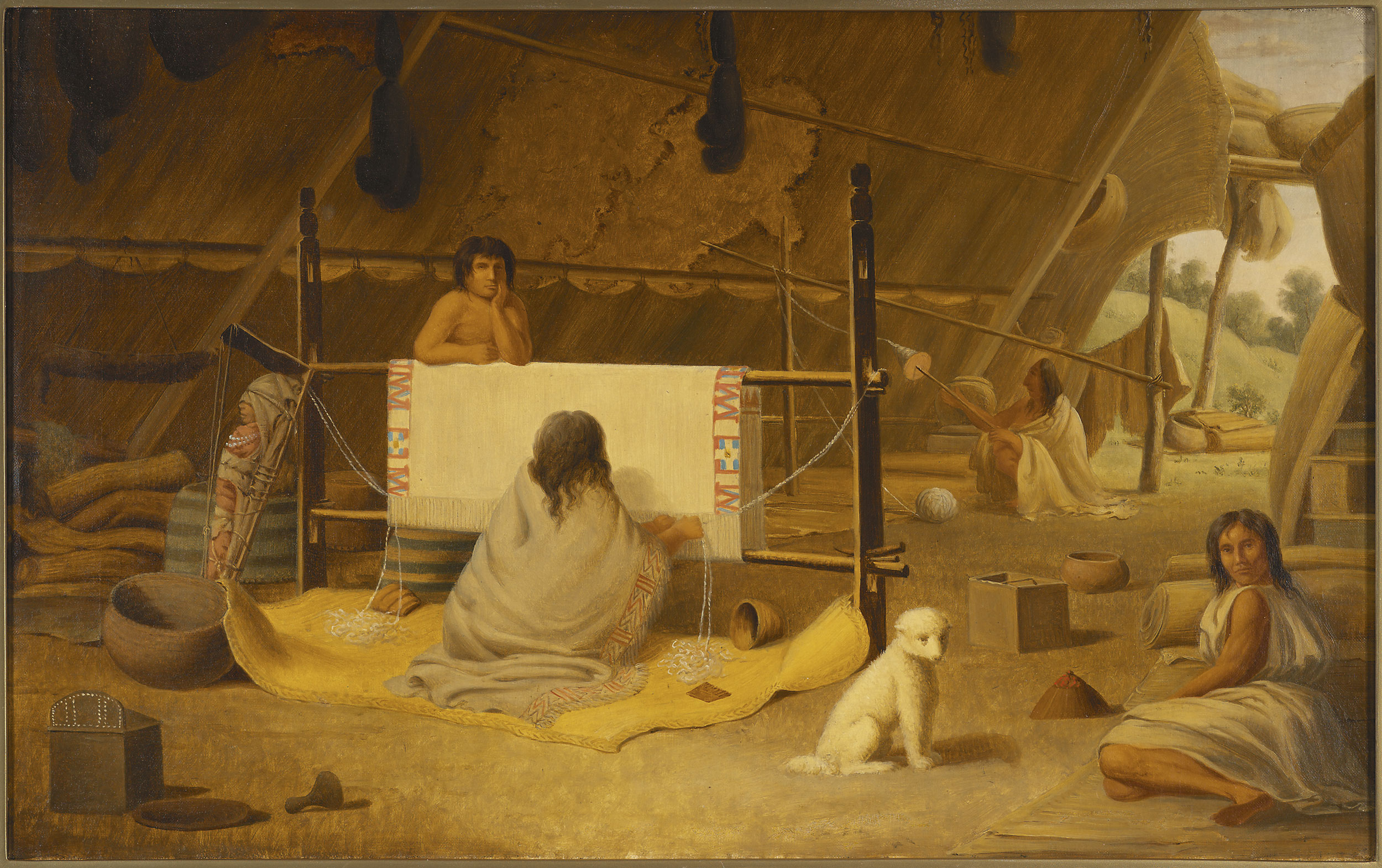
Représentation d'Indiens Salish de la côte, filant et tissant une couverture sur un métier primitif, avec un chien à laine. 1856, Canada

### Autres laines
D'autres animaux furent utilisés après leur domestication pour leur production de laine : la chèvre (cachemire), le bœuf musqué (en fait un caprin, il donne le qiviut), le yack, les chameaux et dromadaires, l'alpaga. L'angora est une sorte de laine très soyeuse qui peut être fournie par la chèvre angora (mohair) et le lapin angora. Les Indiens d'Amérique du nord avaient domestiqué des chiens à laine comme le Salish Wool Dog (en). Les tissus salish mêlaient souvent de la laine de chien avec un peu de laine de chèvre des Rocheuses, un caprin parent du bœuf musqué difficile à chasser.
Enfin de tous temps, de la laine a été récupérée à la mue, prélevée sur des animaux chassés ou capturés, celles de vigogne et d'antilope du Tibet (Shahtoosh) étaient et restent très prisées.
La production de ces laines n'a jamais été comparable en quantité à celle du mouton mais pouvait être localement intéressante. L'angora a généralement été considéré comme un produit de luxe.

## Antiquité
Grâce aux pièces complètes découvertes dans les tourbières, l'emploi de la laine comme fibre textile est attesté dès l'âge du bronze dans les pays du Nord (vers 1600-1500 av. J.-C.) : on y tissait et on filait déjà il y a plus de vingt siècles et la laine s’est imposée à l'exportation vers Rome. Pourtant, si l'on en croit les auteurs antiques, la laine des Gaules était loin d'être aussi fine et confortable que les produits concurrents du monde méditerranéen.

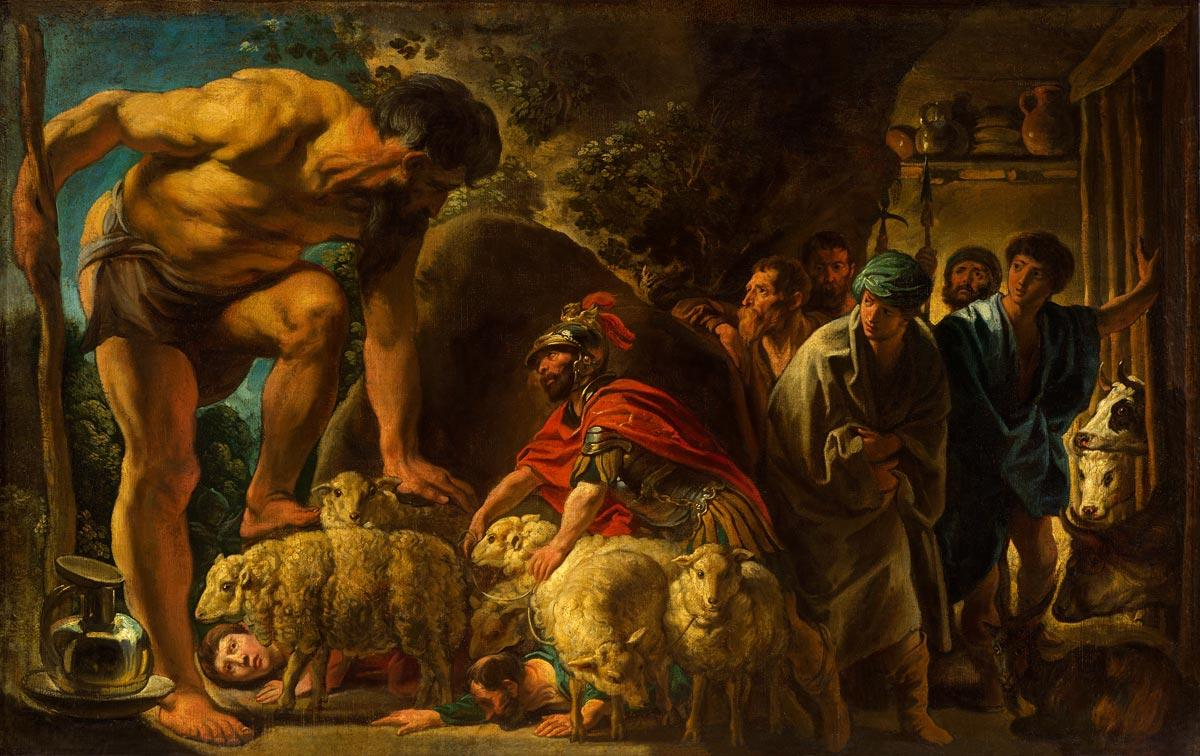
Ulysse et ses compagnons s'échappant de la grotte de Polyphème, Jacob Jordäens

Dans l'Odyssée, les moutons de Polyphème ont une toison si épaisse que les compagnons d'Ulysse se cachent dessous.
Les Romains connaissent déjà le foulage, exigeant en main-d’œuvre, qui resserre les fibres, les tasse et leur donne un bel aspect velouté, une surface unie. Il épaissit le drap et l'imperméabilise. Cette opération était souvent réalisée par des esclaves battant le tissu imprégné de terre à foulon puis marchant dans une cuve d'eau chaude additionnée d'urine pour continuer à le battre et le laver.
Virgile dit que les artisans de Milet en Asie mineure produisaient une laine teinte à la pourpre de Tyr de grand prix « ...pur se la lana milesia / tinta di porpora tiria si venda a gran prezzo / ... »
L'invention d'un savon de bonne qualité par les Gaulois, selon Pline (Savon#Les usages européens), apporte d'autres solutions au lavage de la laine et des tissus qui peuvent, de plus, être utilisés confortablement plus longtemps.

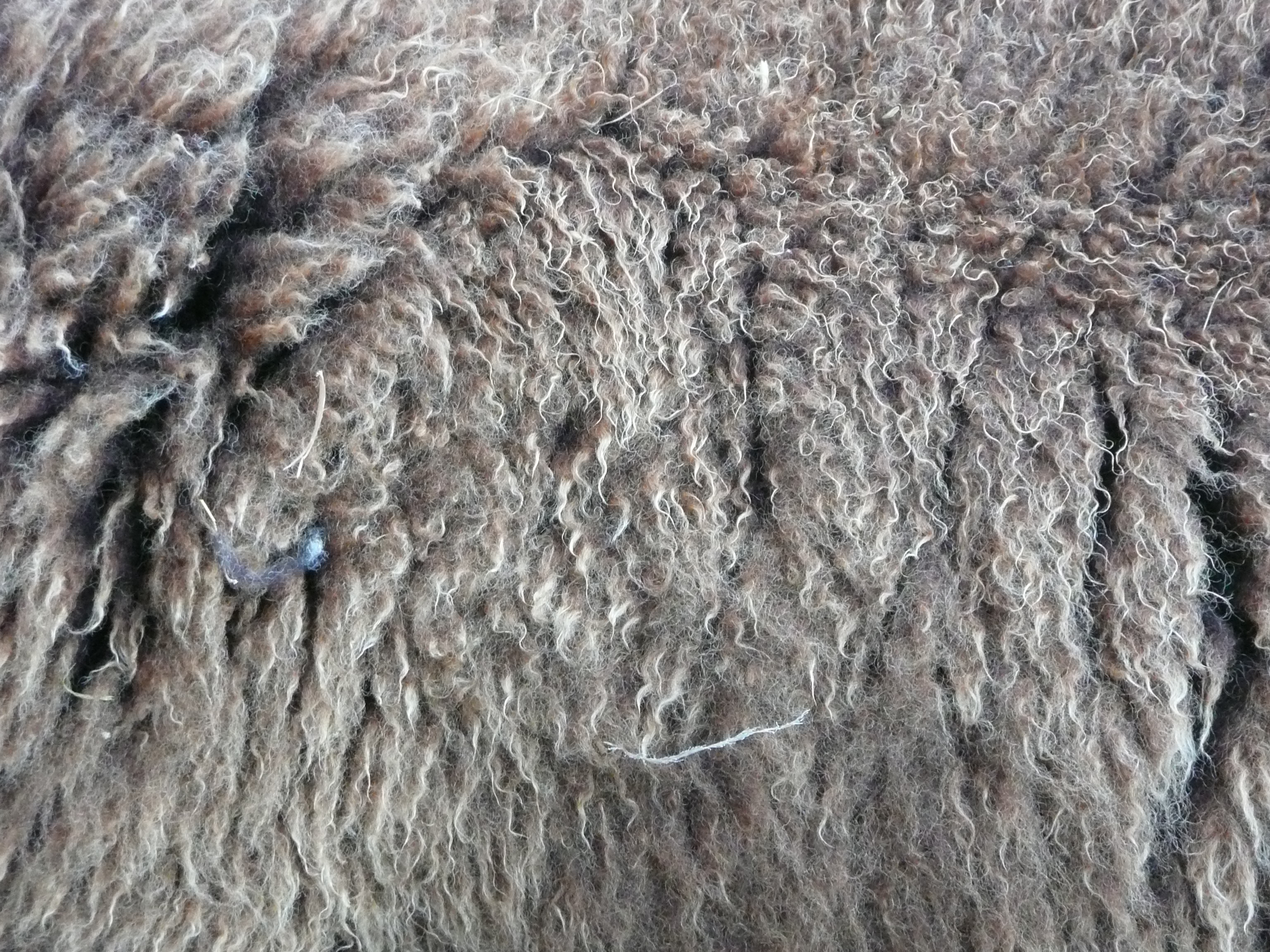
Toison sur un mouton d'Ouessant, probable descendant des moutons nordiques à queue courte.

Le mouton d'Europe du Nord à queue courte, proche des premiers moutons à laine, accompagne l'expansion scandinave dès l'âge du fer. Ces races rustiques de petits moutons sont particulièrement résistants à l'humidité et au froid. Leur toison est en effet double comprenant deux couches bien développées, une intérieure le Þel et une extérieure le tog. Ils contribuent ainsi à la colonisation des îles pluvieuses du Nord-Ouest de l'Europe et du nord de la Fennoscandie, jusqu'au Groënland et en Russie. Les Vikings connaissent le tissage (les voiles de drakkars sont souvent en laine) et une sorte de tricot, le nalebinding qui permet de faire des vêtements et des moufles résistants. Les moutons islandais sont une relique de ces populations. Ils fournissent encore une laine dont on fait un tricot réputé, le lopi (en) qui mêle le Þel et le tog. La chèvre islandaise (icelandic goat (en)) appelée aussi chèvre de la colonisation produit un cachemire réputé  et même le pelage du chien de berger islandais comporte une double toison.

## Premier essor à partir duXesiècle

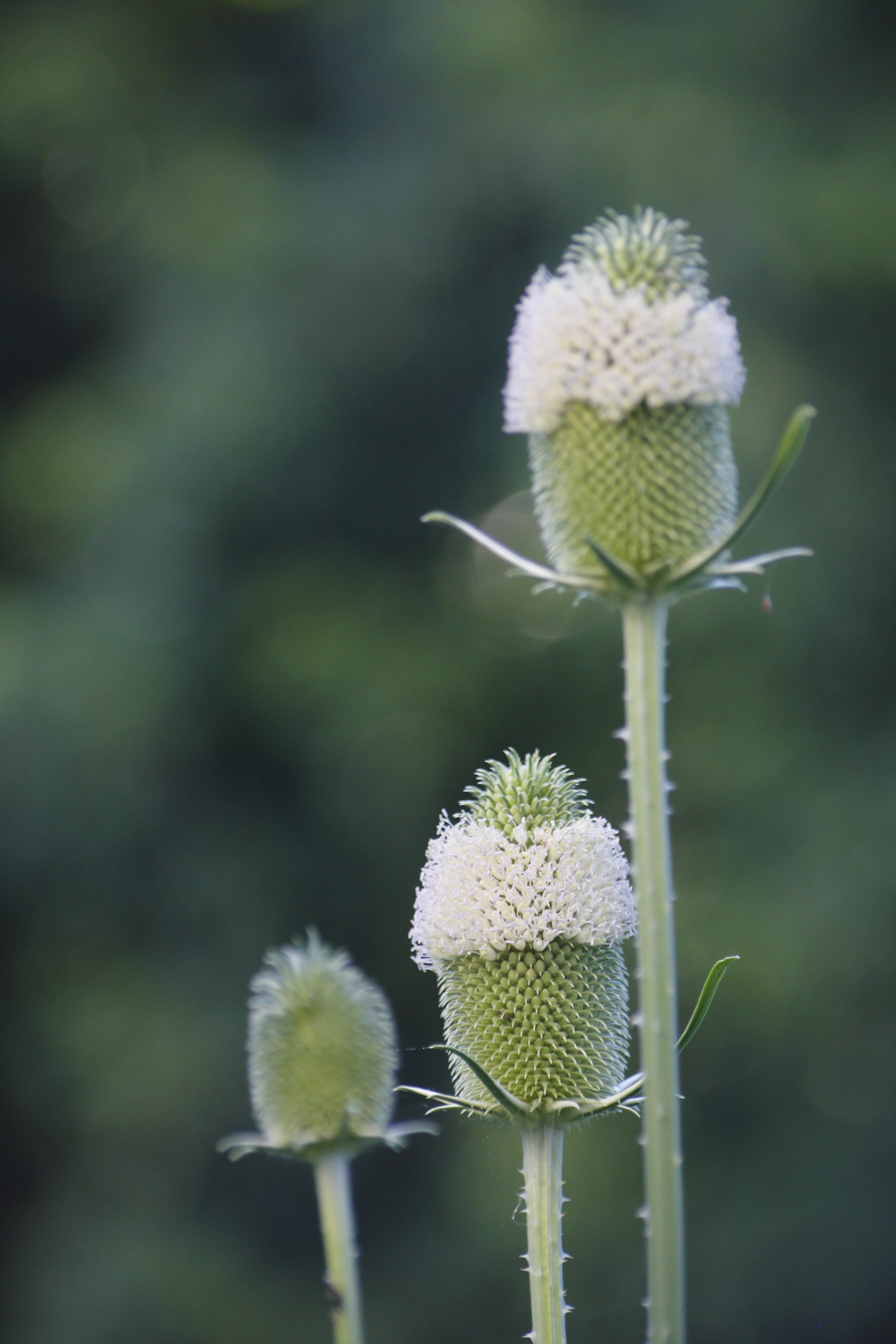
La cardère à lainer (dipsacus sativus) est une plante domestiquée pour le lainage du drap. Les cardères sauvages à piquants plus grands étaient utilisées pour le cardage.

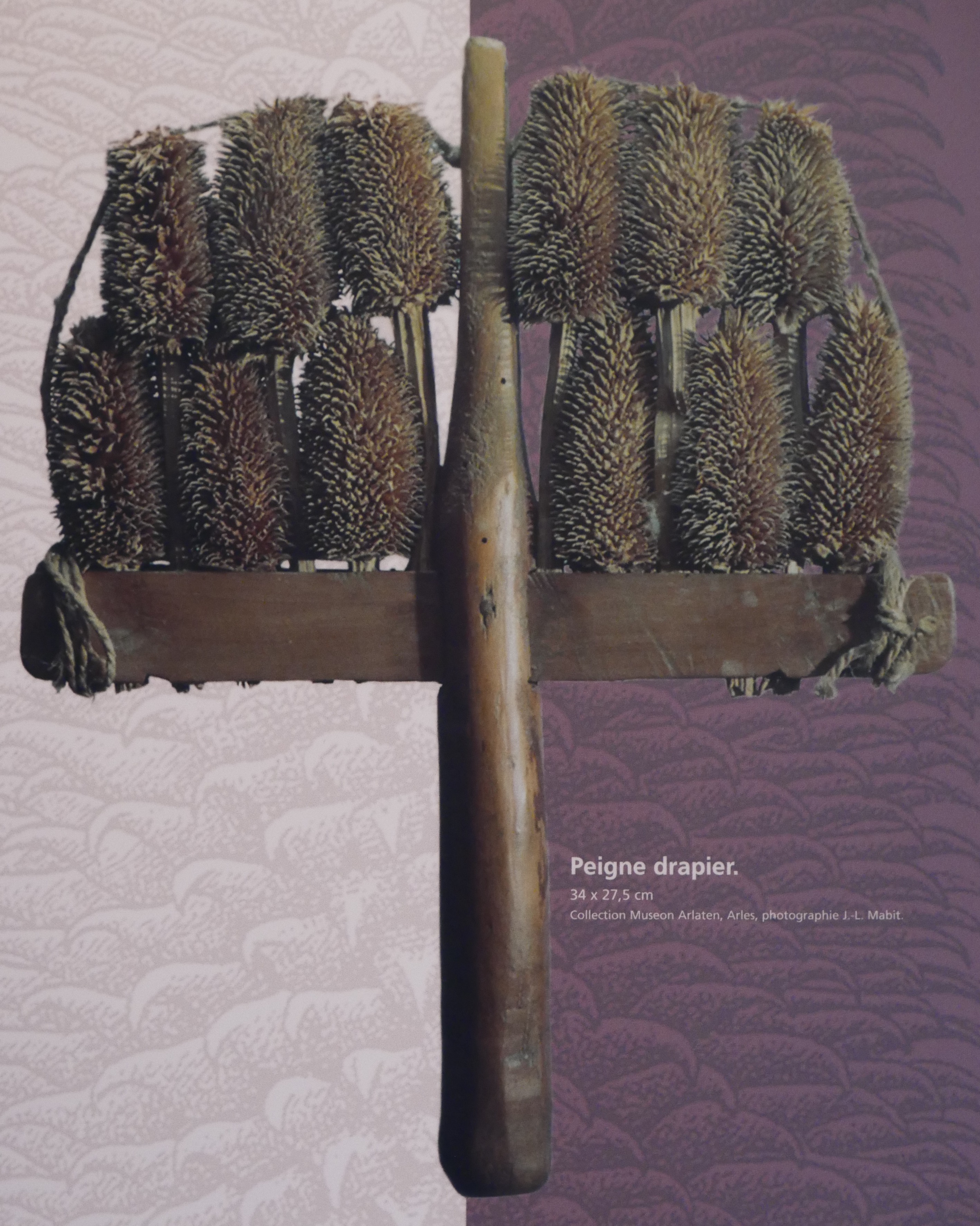
Outil destiné au lainage composé de cardères sèches enfilées ; Musée des Alpilles

À cette époque, la production de laine est très importante chez les nomades d'Asie centrale, déjà réputés pour leurs tapis, et tout autour de la Méditerranée. Ainsi les productions lainières de l'Égypte fatimide, parfois réalisées dans des ateliers d'état, sont importées par les marchands européens. En Inde, le coton est plus répandu mais le rouet y est inventé. En Chine, la soie est plus prestigieuse.
L'histoire de la laine a été, à la plupart des époques de croissance, marquée par un développement du drap, son principal dérivé. Le drap est un tissu de laine retravaillé. les premiers métiers horizontaux dotés de pédales et les moulins à foulon apparaissent à cette époque en Europe. Le foulage peut être suivi du lainage qui consiste à tirer les poils du tissu à la cardère
L'essor de la draperie en Europe débute au Xe siècle. Puis, dans la deuxième partie du XIIe siècle, avec la croissance de la population, se développent des centres de production en Flandre et Picardie (ou Artois selon les vicissitudes de l'histoire), comme Bruges, Ypres, Gand, Tournai, Lille, Arras, Douai et Saint-Omer. Dans le Brabant, Malines, Bruxelles, Louvain, en Normandie, Caen, Saint-Lô, Bayeux, Rouen, se développent à une échelle plus modeste. Ces villes s'approvisionnent souvent en laine d'Angleterre ou de Bourgogne. Elles obtiennent des chartes dont la plus ancienne est celle de Huy en 1066.
Le Domesday, grande enquête générale réalisée en Angleterre à la demande de Guillaume le Conquérant et terminée en 1086 montre déjà l'influence prédominante de l'élevage ovin dans l'agriculture anglaise, le rôle de premier plan occupé par les ordres religieux dans cet élevage et l'intérêt de l'exportation vers la Flandre.

## L'élevage ovin en Espagne
À partir du XIe siècle, après le règne d'Almanzor, la Reconquête progresse régulièrement. Sur toute la partie centrale de l'Espagne (aujourd'hui Castille-La Manche, Estrémadure et Andalousie), la réoccupation des terres est accompagnée par l'extension des élevages de moutons. Sur la frontière toujours mouvante, on pouvait fuir avec des moutons mais on était obligé de laisser les cultures. L'élevage ovin devient donc la grande affaire de l'Espagne.

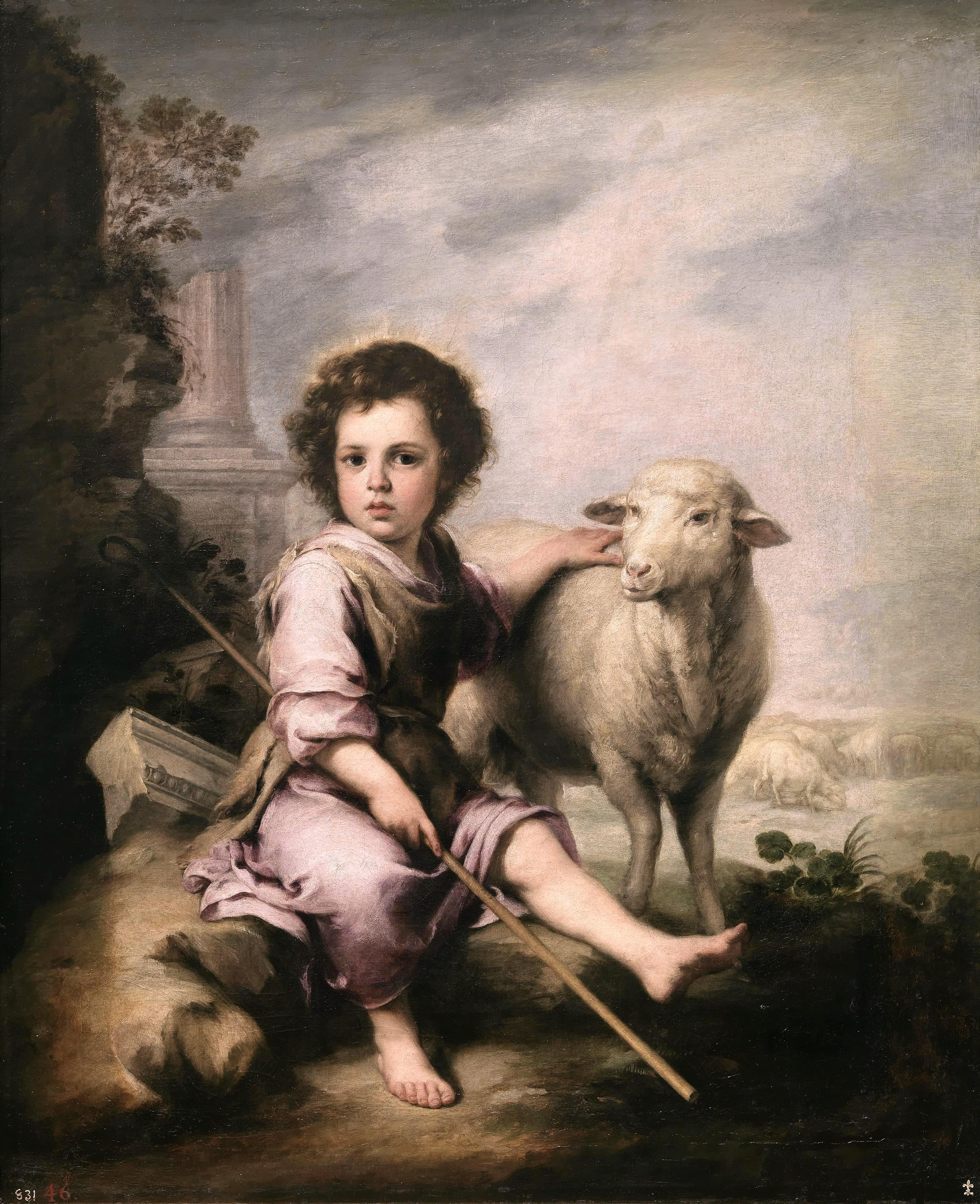
Le Bon Pasteur (Murillo), une des premières représentations d'un mérinos, vers 1660.

La prise de Tolède, intacte, le 6 mai 1085, ouvrit l'accès à des espaces immenses. Ceux-ci sont mis à profit pour l'élevage de moutons par de grands propriétaires (nobles et ordres monastiques comme l'ordre de Cluny ou l'ordre de Calatrava, ordre militaire d'obédience cistercienne) qui doivent participer à la défense de la frontière. Ils sont parfaitement organisés avec l'institution de la Mesta (Castille) ou de son équivalent aragonais. Ces sortes de syndicats tout-puissants obtiennent des privilèges extravagants qui empêcheront le développement des cultures en Espagne les siècles suivants. En Castille, la laine est regroupée sur les marchés de Medina del Campo et Burgos et exportée en partie vers l'Angleterre et les Flandres par les ports basques. La production aragonaise est exportée via Barcelone et Perpignan vers l'Italie du nord. L'industrie lainière se développe. Les Vêpres siciliennes (massacre des Angevins, le 31 mars 1282) ouvrent le marché sicilien.
La sélection des moutons mérinos, peut-être introduits par la dynastie berbère des Mérinides, permet d'augmenter la quantité de laine produite et sa qualité.

## Nouvel essor de la laine à partir duXIIIesiècle

### Recours à la matière première anglaise, débuts de la mécanisation et du capitalisme.
Les moutons paissent sur les prés salés au bord de la mer du Nord et très vite les drapiers de Flandre vont s’approvisionner en Angleterre, soit par l’estuaire de la Tamise, soit par Norwich et ses ports, région où l'élevage se développe beaucoup. L’Angleterre devient le premier partenaire commercial de la Flandre et Bruges adhère en 1253 à la Hanse germanique, fédération des villes commerçantes de la Baltique et de la mer du Nord.
Les villes de Flandres, de Champagne et de Picardie sont aussi regroupées dans la Hanse des XVII villes qui compta en fait jusqu'à 25 villes drapières.
Toulouse, les villes de Picardie comme Amiens et celles de Thuringe (voir Erfurt#Moyen Âge) fabriquent aussi la teinture bleue à partir du pastel des teinturiers (waide en picard) et la teinture jaune à partir de la gaude ; les villes de Zélande comme Reimerswaal (ville disparue fabriquent la teinture rouge à partir de la garance. À partir de 1150 environ, les commerçants des villes du Nord de l’Italie, de Flandre, d'Espagne, de Suisse, de France et d'Allemagne se retrouvent dans les foires de Champagne (Troyes, Provins, Lagny, Bar-sur-Aube) pour échanger laines, teintures et draps.
Bruxelles où résident le plus souvent le fastueux duc Jean Ier de Brabant et sa cour (de 1267 à 1294) se spécialise dans le drap de haut luxe. Les riches marchands européens y trouvent un marché de première importance. Comme les autres corporations, les métiers de la laine obtiennent d'être officiellement représentés (Nations de Bruxelles). Les différentes opérations des drapiers ont donné leur nom à certaines rues de Bruxelles.
Le rouet, originaire d'Inde, est introduit en Europe vers 1220 ; c'est en quelque sorte la mécanisation du travail au fuseau (bobine de fil).
L'industrie lainière progresse énormément à cette époque au Pays de Galles, en particulier sous l'influence de l'Ordre de Citeaux. Les moines possêdent de grands troupeaux et aménagent les rivières pour animer les moulins à foulon. La laine va bientôt contribuer pour deux tiers aux exportations galloises. En 1284, le Pays de Galles est réuni à la couronne d'Angleterre.
La bure est un tissu de laine simplement cardée, rustique mais chaud, le tissu n'étant pas tondu après le lainage. Il est beaucoup porté par les religieux et les clercs qui s'occupent de la majorité des tâches administratives de l'époque. Il en reste notre terme bureau. La bure est aussi portée dans les régions humides et pauvres comme l'Irlande où elle est importée de Grande-Bretagne, sous le nom d'Irish frieze (Frieze, du français frisé, autre nom de la bure). Ce genre de tissu simple est en fait beaucoup plus utilisé que le drap fin qui reste un produit de luxe à l'usage des classes privilégiées.

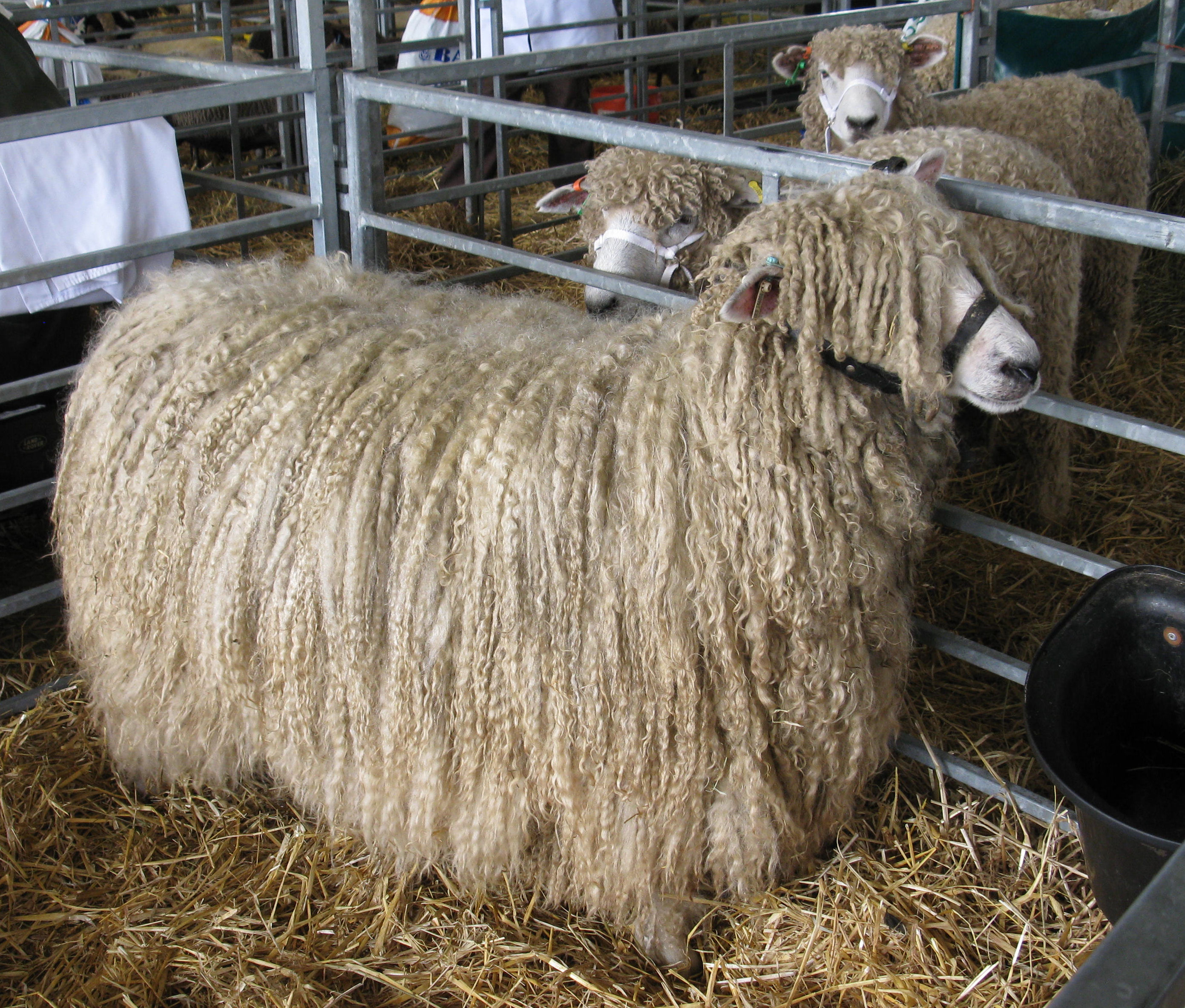
LIncoln Longwool aujourd'hui rare

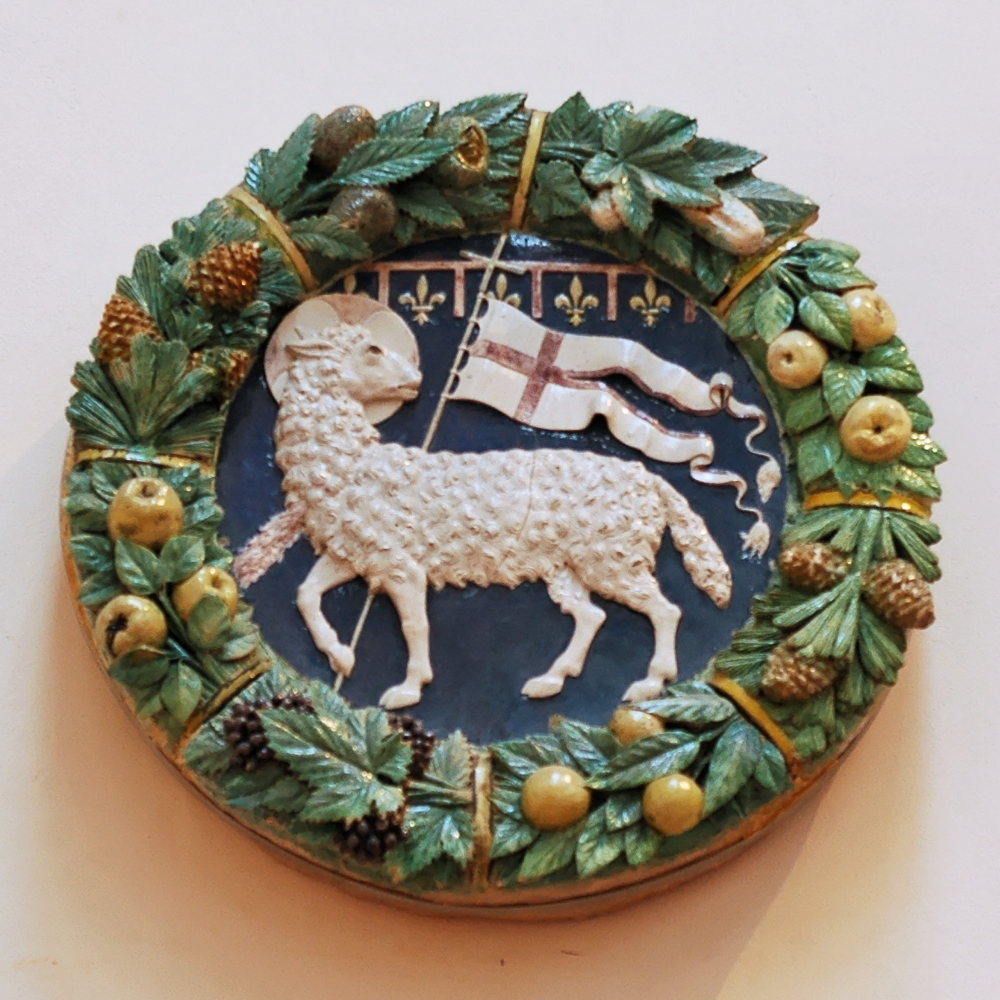
Blason de lArte della lana à Florence

Entre 1280 et 1300, l’activité lainière connaît une forte croissance en Angleterre, à Leeds (Yorkshire) et ses environs en particulier où la manufacture à domicile est très développée et la laine continue à être exportée. Ainsi, les laines les plus prisées en Europe proviennent du Lincolnshire, du Pays de Galles et du Sud-Ouest de l'Angleterre. La meilleure race à laine est alors la Lincoln (avant que le mérinos n'apparaisse). L'historien Adrian R. Bell pense que l'industrie n'aurait pu naître si tôt sur le Continent sans l'apport de la matière première anglaise, ni la Couronne britannique financer la Guerre de Cent-Ans contre l'Écosse et la France sans les taxes sur la laine.
C’est aussi l’époque où se développent les villes drapières de l’Italie du Nord (Florence, Gênes, Venise, Milan...), qui concurrencent celles de Flandre et parviennent à capter la matière première anglaise et espagnole grâce au succès dans les années 1260 et 1270 d’une monnaie plus fiable, le florin, créé en 1252 et frappé par l'une des Arti, les corporations de Florence, celle des changeurs installée sur le Ponte Vecchio, qui monte en puissance en même temps que la corporation des lainiers (Arte della lana). C'est dans ces villes que les méthodes financières et comptables indispensables au développement d'un capitalisme international comme la lettre de change sont mises au point. L'apogée de la puissance des drapiers flamands et toscans se situe vers 1300. Seuls, désormais ces grands marchands qui organisent la production portent le nom de drapiers.
En Angleterre, William de la Pole accumule une énorme fortune dans le commerce de la laine qui lui permet de financer la Couronne d'Angleterre aux prises avec l'Écosse et la France pendant la guerre de Cent-ans, ce qui en fait, un temps, un homme politique incontournable. Les journaux de comptes et de commerce de certains de ces marchands comme le Toscan Francesco Datini ou le Picard Jehan Boinebroke de Douai ont été retrouvés et étudiés. Ils ont servi notamment à l'établissement de thèses souvent contradictoires sur les origines du capitalisme marchand.
En résumé, l'émergence de l'industrie lainière est liée aux innovations techniques (races lainières, rouet, métier horizontal à pédales, généralisation du moulin à foulon), financières et commerciales, notamment à sa capacité à s'adapter à la demande des diverses couches de la population, des pauvres aux plus riches.

### Différentes qualités de laine
(Voir Laine#Les transformations de la laine)
On fait désormais la distinction entre cardage (travail à la cardère à petites pointes) et le peignage (travail au peigne à longues pointes). Le cycle complet après lavage comprend cardage, défeutrage puis peignage.
La laine simplement cardée (woolen en anglais), plus aérée est destinée au tricot et à la fabrication de la bure.
La laine peignée plus solide est destinée à la fabrication du drap après foulage. Les étoffes anglaises dites worsted étaient faites de laine peignée puis lainées (ou grattées) mais non foulées. Elles étaient réputées pour leur solidité et destinées à la fabrication d'habits, de tapis.

### Les métiers de la laine

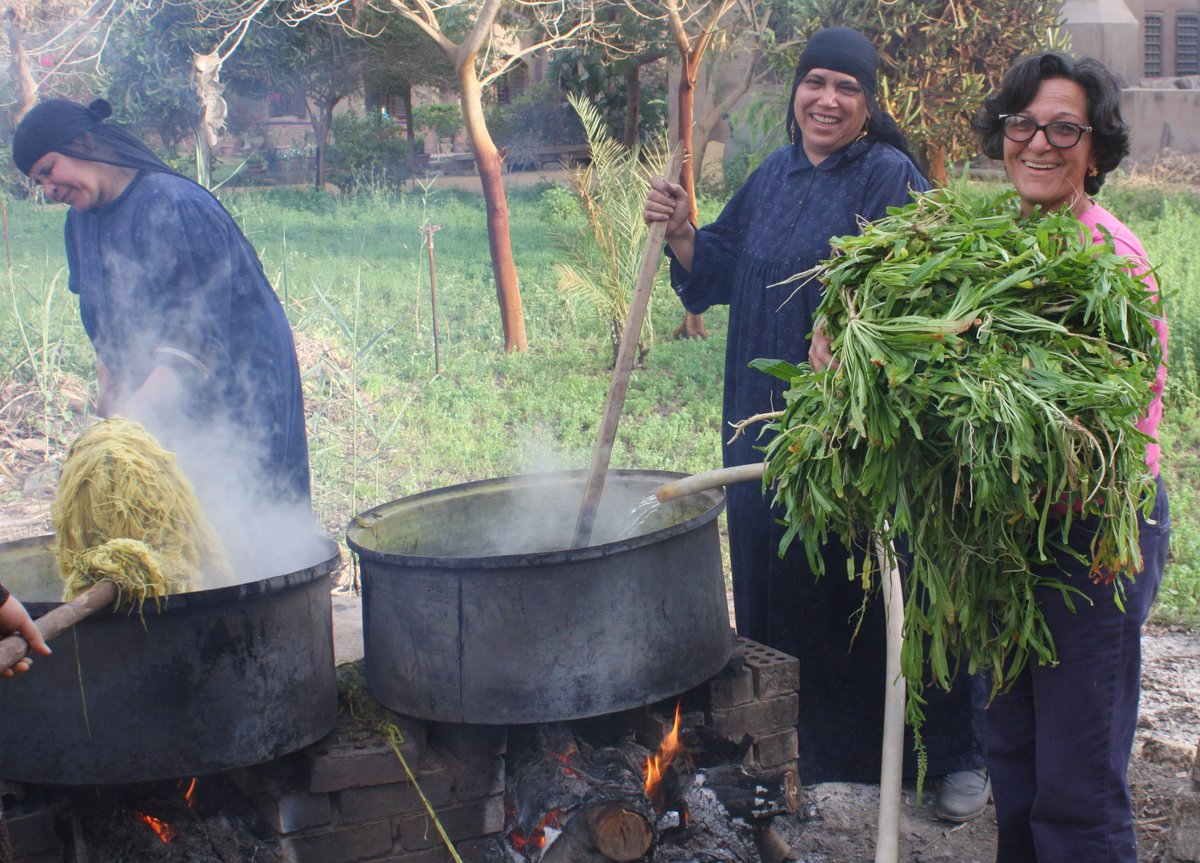
Démonstration de teinture de la laine avec de la gaude au centre Ramses Wissa Wassef, Égypte, 2016

Parmi les métiers on recense les démêleuses de laine, les ourdisseurs, chargés de préparer la chaîne pour le tissage, les tisserands, les foulons, dont l’intervention donnaient son apprêt au drap, les laineurs qui tiraient les poils suivis des tondeurs chargés de couper à ras le poil de l’étoffe, deux interventions répétées pour les draps les plus fins, les rentrayeurs chargés des coutures, les teinturiers, les débouilleurs qui immergeaient l’étoffe dans l’eau pour éprouver la teinture, les tendeurs qui faisaient sécher les draps tendus sur des rames ou perches pour assurer leur bon format.

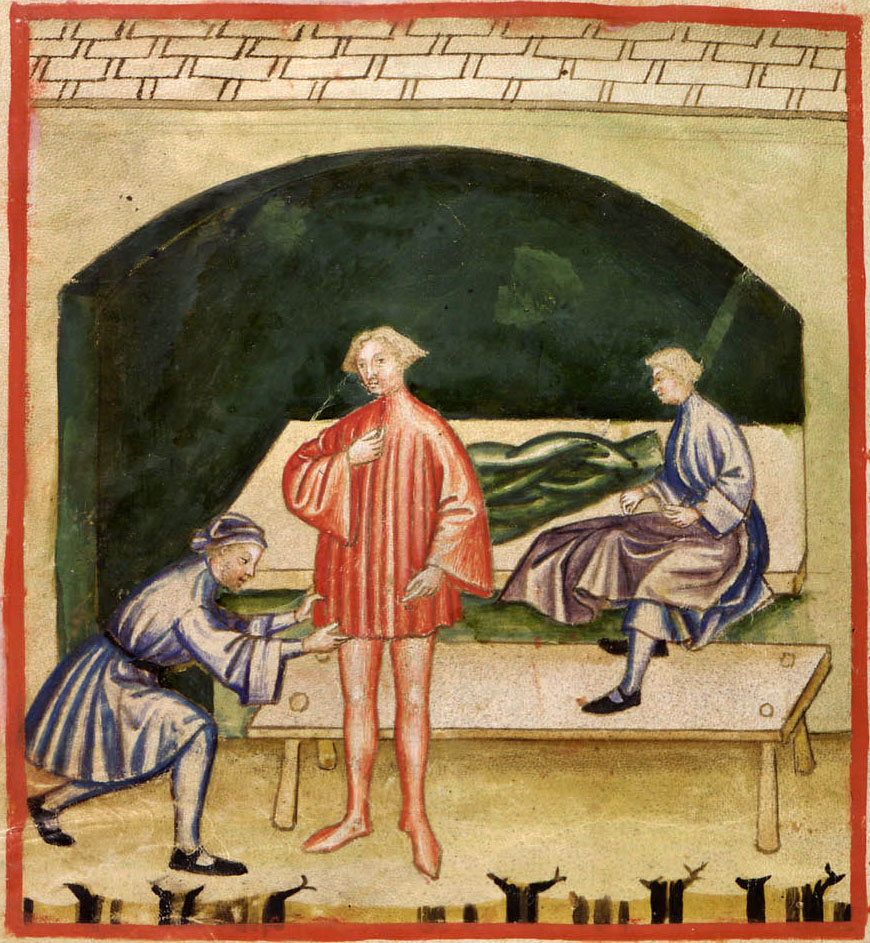
La boutique du lanaiolo, le marchand de laine et d'habits, en Italie à la fin du Moyen-Âge, Taccuinum sanitatis.

Pour les finitions ultimes, on trouvait les énoueuses ou épinceteuses chargées de retirer les petits nœuds et impuretés à la pince (ou épincette) et les plieurs qui pliaient les draps et les passaient sous presse, ces deux dernières opérations pouvaient être répétées. Enfin venaient les tailleurs.
Le produit des tontes de drap et pertes diverses (blousses de peignage), appelé bourre, était récupéré et utilisé en bourrellerie.
Le métier de foulonnier, particulièrement pénible est amélioré par l'usage d'eau savonneuse à la place de l'urine et le recours aux moulins à foulon, dits aussi moulins à draps ou moulins-draps (en poitevin par exemple).

### Révoltes et guerres duXIIIesiècleauXVIesiècleet conséquences

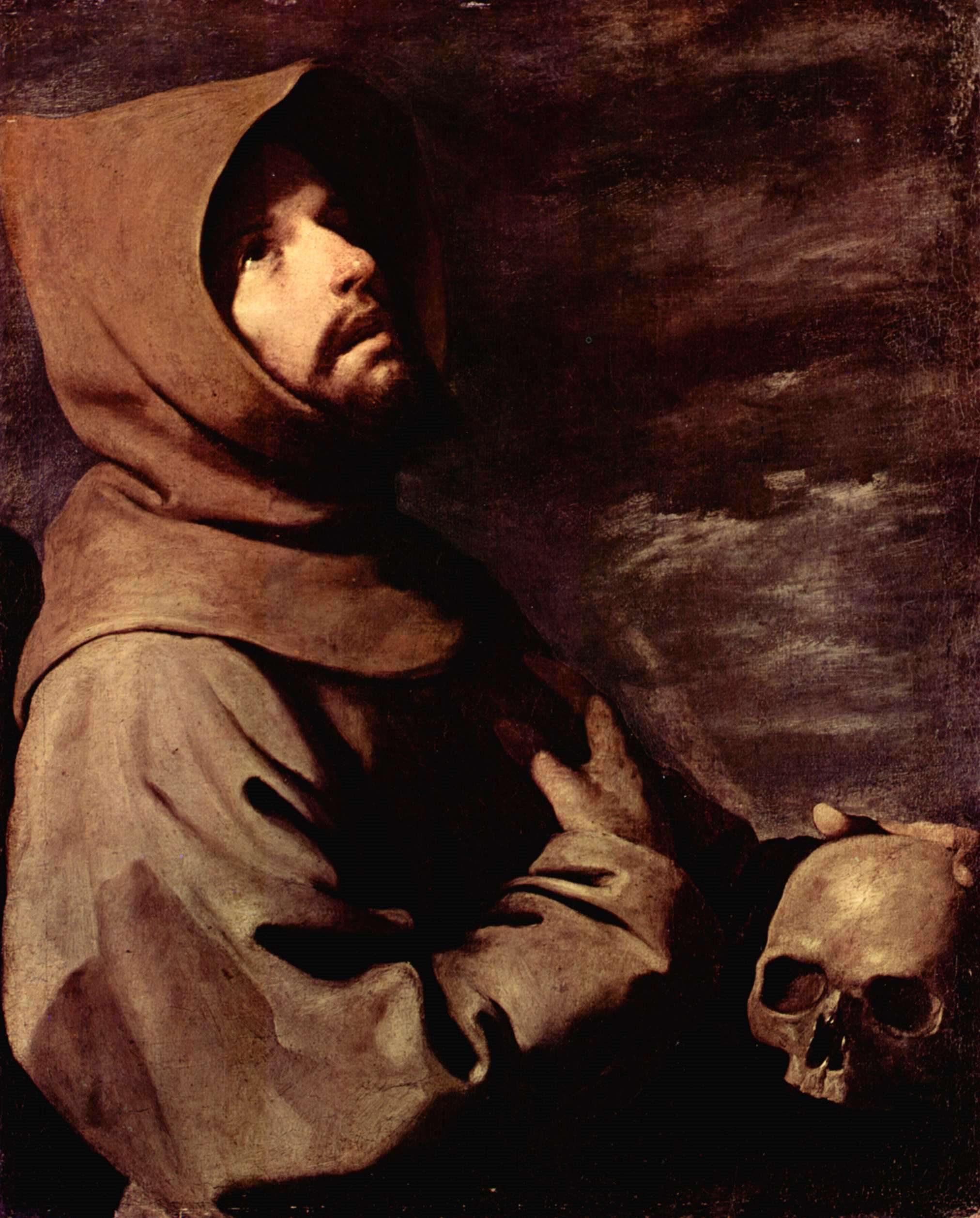
Détail d'un habit de bure. Représentation de saint François d'Assise par Zurbaran

L’essor du drap a d'importantes conséquences sociales, religieuses et politiques.
Les premières régions à en profiter comme la Flandre, le Languedoc (Carcassonne, Albi, Castres, Pâmiers, Toulouse), la Thuringe, l'Italie du Nord comptent parmi les premières d’Europe à être un peu urbanisées. La culture du pastel des teinturiers fait la fortune du Languedoc et de la Thuringe et est à l'origine de la légende du pays de Cocagne.

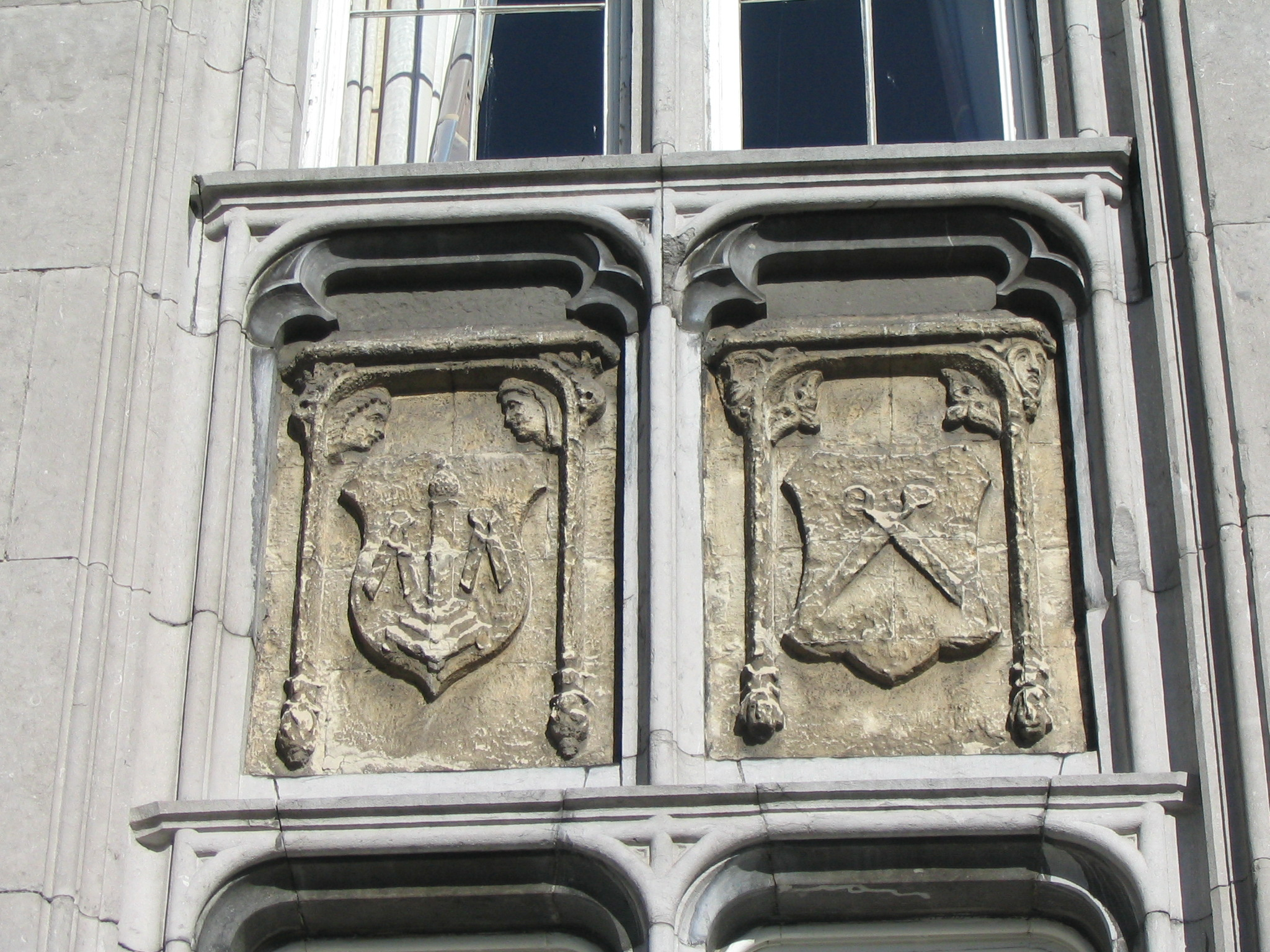
Blasons des retondeurs (tondeurs de draps et rémouleurs) et des entretailleurs (tailleurs) sur une façade du palais des princes-évêques de Liège.

Ces régions opulentes peuvent se doter d'universités et se montreront sensibles aux courants contestataires. Ainsi Rabelais étudia à Montpellier, Wyclif, probablement né dans le Yorkshire, à Oxford, Luther à Erfurt, Savonarole à Bologne, Calvin était picard et François d'Assise, le fils d'un très riche drapier d'Italie. De grands marchands drapiers comme Jacob van Artevelde en Flandre (1345) ou Étienne Marcel à Paris (1358), soucieux des intérêts des classes laborieuses, tentent des réformes politiques ambitieuses mais échouent surtout en raison de leur proximité politique avec l'Angleterre. En 1384 à Liège, un conseil communal est instauré où figurent en bonne place les représentants des corporations (les XXXII bons métiers de Liège dont ceux de la laine).

La laine est produite en plus grande quantité, issue de troupeaux de moutons dont une part importante est la propriété de monastères et d’institutions ecclésiastiques. Cela entraîne des critiques contre l'opulence de l'Église qui contraste avec la pauvreté d’une grande partie de la population. L'idéal de vie sobre des premiers chrétiens est remis en avant par les Vaudois, les Cathares, puis François d’Assise, fondateur des franciscains, et les Lollards en Angleterre. Les Gueux, protestants révoltés des Pays-bas prendront pour devise : « pauvres jusqu'à la besace ».

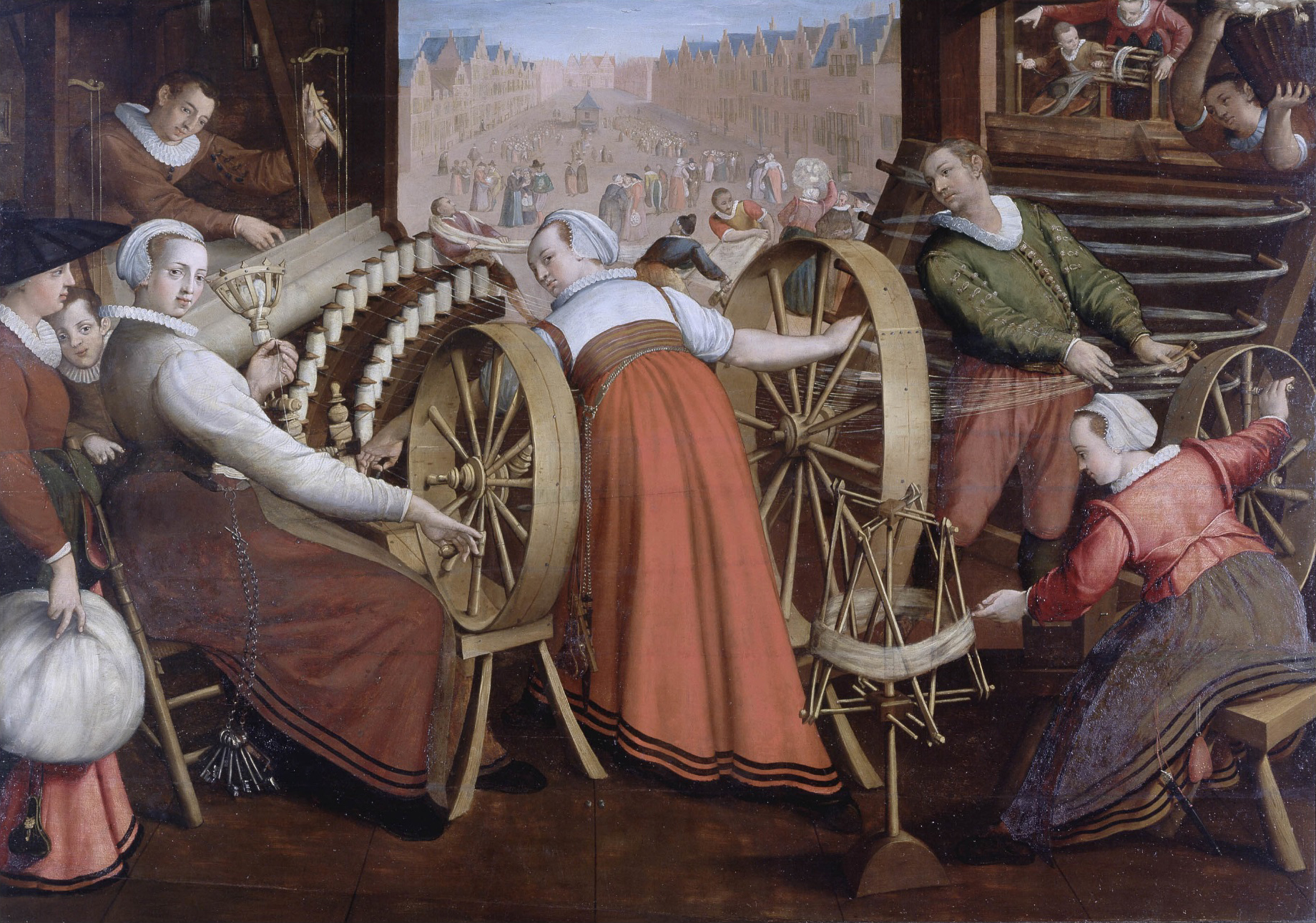
Le filage de la laine à Leyde, Isaac Claesz van Swanenburg vers 1595 ; Musée du Drap de Leyde.

En 1256, une série de révoltes des foulons contre les négociants drapiers commence en Flandre, à Gand, puis se propage l’année suivante à Liège. À partir de 1280, ces conflits se durcissent et en 1302, à Bruges les patriciens français sont systématiquement massacrés. Ces révoltes se produisent sur fond de concurrence avec l’Italie et de critique de la politique monétaire de Philippe le Bel, roi de France, qui avait rogné la valeur des pièces, favorisant la montée en puissance du florin et des villes drapières d’Italie.

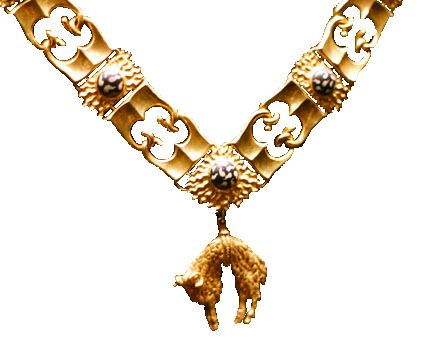
Collier de l'Ordre de la Toison d'or instauré par Philippe le Bon, duc de Bourgogne

La guerre de Cent Ans a, en partie, pour origine le conflit apparu dans les années 1300 entre le roi de France et les régions flamandes, qui tentent de se rapprocher de l'Angleterre. Mais vers 1350, le roi d’Angleterre Édouard III multiplie les efforts pour encourager la production de la laine et un siècle plus tard Édouard IV interdit les draps venus de l’étranger, ce qui ne manque pas d’affaiblir la Flandre, vers la fin de la guerre de Cent Ans.
En 1384, les Flandres passent sous l'autorité de Philippe le Hardi, duc de Bourgogne, devenant la plus riche province du Duché. La Bourgogne était aussi réputée pour l'excellente qualité de sa laine. Leyde, aujourd'hui dans la Province de Hollande-Méridionale, bénéficie de l'arrivée de tisserands d'Ypres et à partir de 1400 devient la première ville drapière d'Europe. Pour la première fois dans l'histoire, le drap est fabriqué selon un processus quasi-industriel et la qualité sévèrement contrôlée (Lakenindustrie (nl)). L'extraordinaire développement de Leyde (et de sa voisine Gouda) conduira, avec l'adoption du protestantisme, au siège de Leyde (1574) et à l'indépendance des Pays-Bas mais ces guerres profitent aussi aux productions de drap anglaises et espagnoles. Cinq révoltes de foulons eurent lieu à Leyde entre 1372 et 1478.
L'Italie est touchée par des révoltes des ouvriers textiles au XIVe siècle, en particulier à Florence, la révolte des Ciompi en 1378. Le cardeur de laine Michele di Lando mène pendant quelques semaines un gouvernement révolutionnaire opposé aux puissants de l'Arte della lana. Ces révoltes vont peu à peu préparer le terrain pour la confiscation du pouvoir municipal, un demi-siècle plus tard, par la dynastie des Médicis.
Au début du XVe siècle, des tisserands normands chassés par la reconquête anglaise après Azincourt s'installent dans ce qui est aujourd'hui le Bocage vendéen et confortent une industrie déjà existante. Le triangle Pouzauges, Mouchamps, Mouilleron-en-Pareds prospère et passe en grande partie au protestantisme. La laine est souvent importée d'Espagne. Les draps sont collectés à Fontenay-le-Comte, capitale du Bas-Poitou, où s'est installé le marchand mayençais Rodolphe Landvogt et exportés par La Rochelle. Ces deux villes deviennent aussi des centres culturels.
En Angleterre et au pays de Galles les seigneurs bénéficient du mouvement des enclosures qui leur permet, malgré les révoltes et en principe après compensation, de chasser les paysans et de remplacer les cultures par des parcs à moutons enclos. Fermes et villages sont rasés dans ce but. Conscients des abus le roi Henri VII  et le Parlement s'inquiètent de l'accroissement d'une masse de paysans sans terres et essaient de limiter l'impact des enclosures : interdiction des démolitions de maisons de ferme, limitation du nombre de moutons par propriétaire à 2000 en 1489.
À partir de 1536 Henri VIII confisqua les propriétés de l'Église catholique et des monastères (20% de la richesse foncière de l'Angleterre). Ces propriétés et leurs immenses troupeaux de moutons revinrent à la Couronne et à la noblesse . Soutenus par le roi, les producteurs anglais maîtrisent enfin l'ensemble de la filière de la laine, de l'élevage à la teinture (parfois encore importée).

## Halles aux draps
De grandes halles aux draps sont bâties dans les villes marchandes de Flandre puis des régions voisines de Belgique et à Paris, pour drainer un commerce important et prestigieux.

Les grandes villes textiles et marchandes d'Occident bâtissent chacune à leur tour des halles spécialisées dans le commerce des draps : ce sont souvent des bâtiments imposants placés au centre de la cité :
- Halles aux draps d'Ypres
- Halle aux draps de Bruges
- Halle aux draps de Gand
- Halle aux draps de Tournai
- Halles aux draps de Louvain

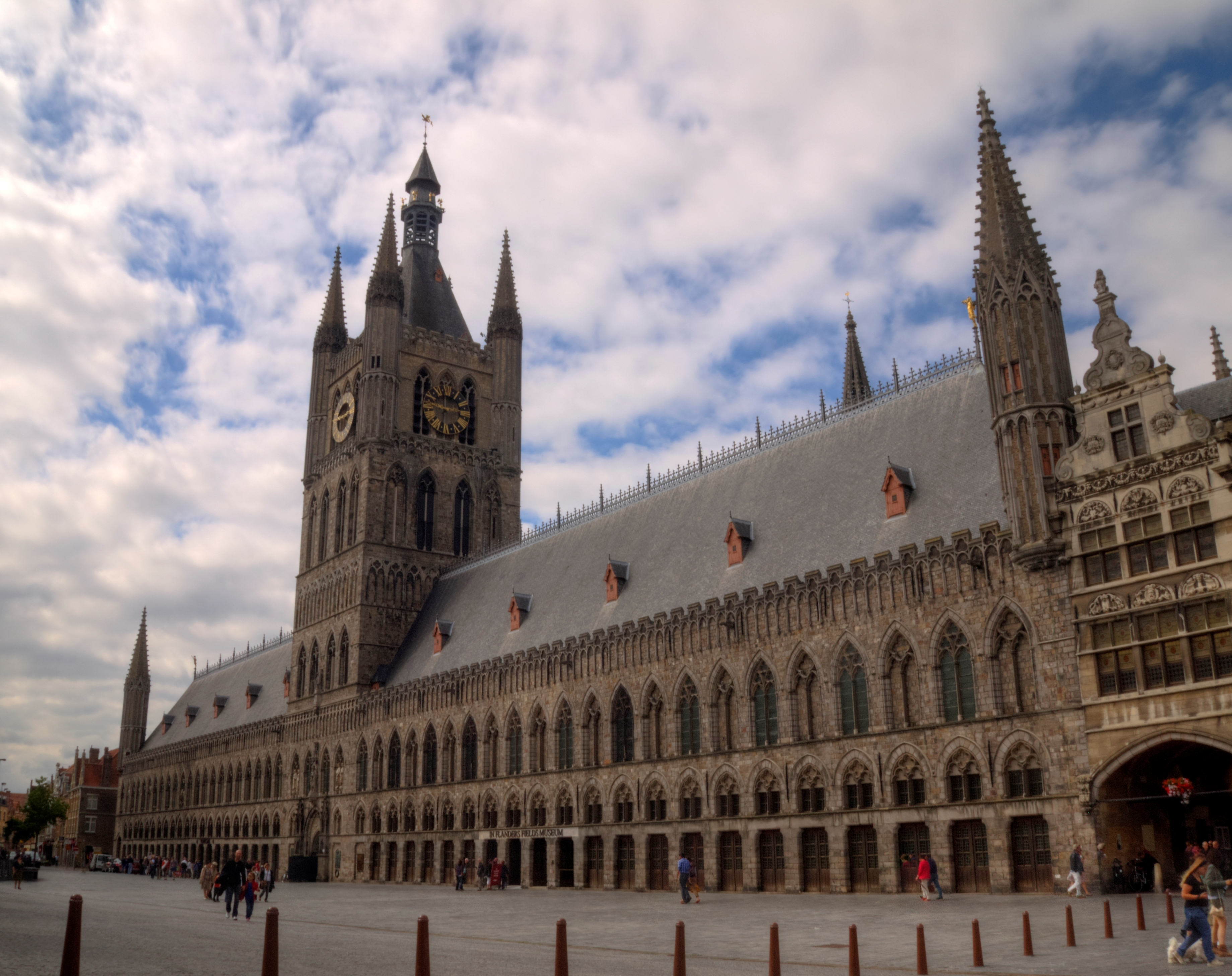
Les Halles aux draps d'Ypres avec le beffroi inscrits au Patrimoine mondial, Belgique

- Halles aux draps de Liège et de Verviers
- Halle aux Draps et Toiles de Paris
- Façade est de la halle aux draps de Brunswick, ville saxonne de la Hanse.Halle aux Toiles de Rouen[27]

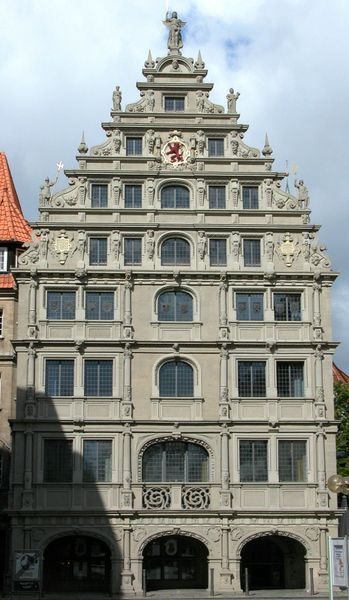
Façade est de la halle aux draps de Brunswick, ville saxonne de la Hanse.

- Halle aux draps de Brunswick en Allemagne (Gewandhaus (Braunschweig) (de))

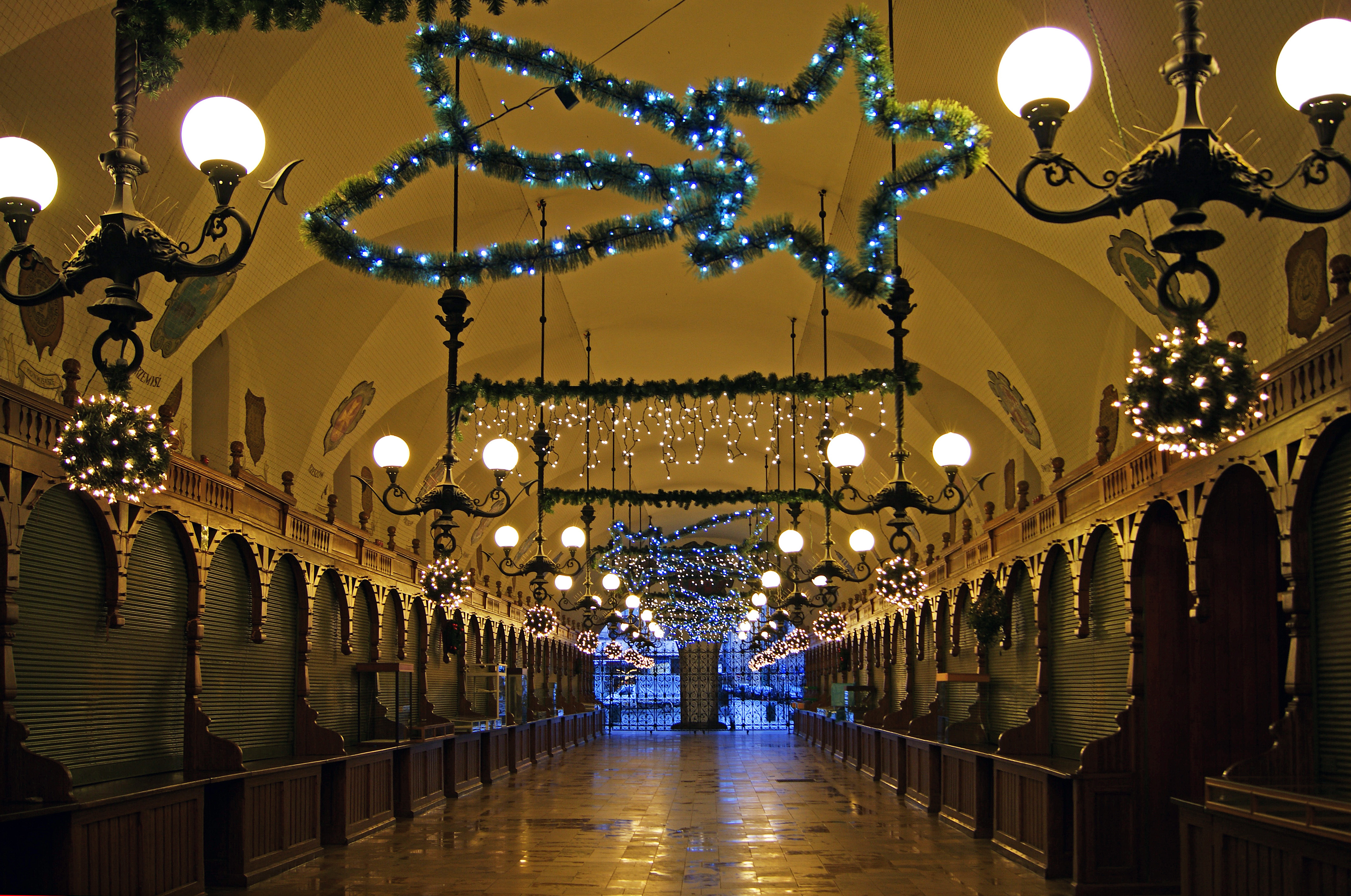
Intérieur de la Halle aux draps (Sukiennice) de Cracovie

- Intérieur de la Halle aux draps (Sukiennice) de CracovieHalle aux draps de Cracovie en Pologne

À Paris, en 1183, Phillippe-Auguste fait construire les deux premières halles spécifiquement dédiées au textiles : la Halle aux Drapiers et la Halle aux Tisserands. Au XVe siècle la Halle aux draps était établie entre la rue de la Poterie et la rue de la Petite-Friperie. Les documents datant des années 1552-1563, tirée du Minutier central, confirment que le roi fait lotir et vendre à des particuliers des terrains « le long d'une ruelle derrière le lieu ou a esté autrefois la Halle aux draps ». La Halle aux draps de Paris sera plus tard reconstruite, sous le nom de Halle aux draps et toiles par Molinos et Legrand en 1786. Un autre bâtiment était consacrée aux toiles puis les deux fusionnent. La halle aux draps et toiles bénéficiait au XVIIIe siècle des services d'un "Inspecteur des Manufactures de Lainerie" établi sur place. Ce sera la plus importante des sept halles couvertes de Paris en 1789.
Le commerce du drap flamand et d'autres productions textiles s'étend dans toute l'Europe du Nord et du Nord-Est porté par les villes de la Ligue hanséatique. Des halles aux draps notables y seront également construites, comme la Halle aux draps de Cracovie dont le premier bâtiment remonte au XIVe siècle.

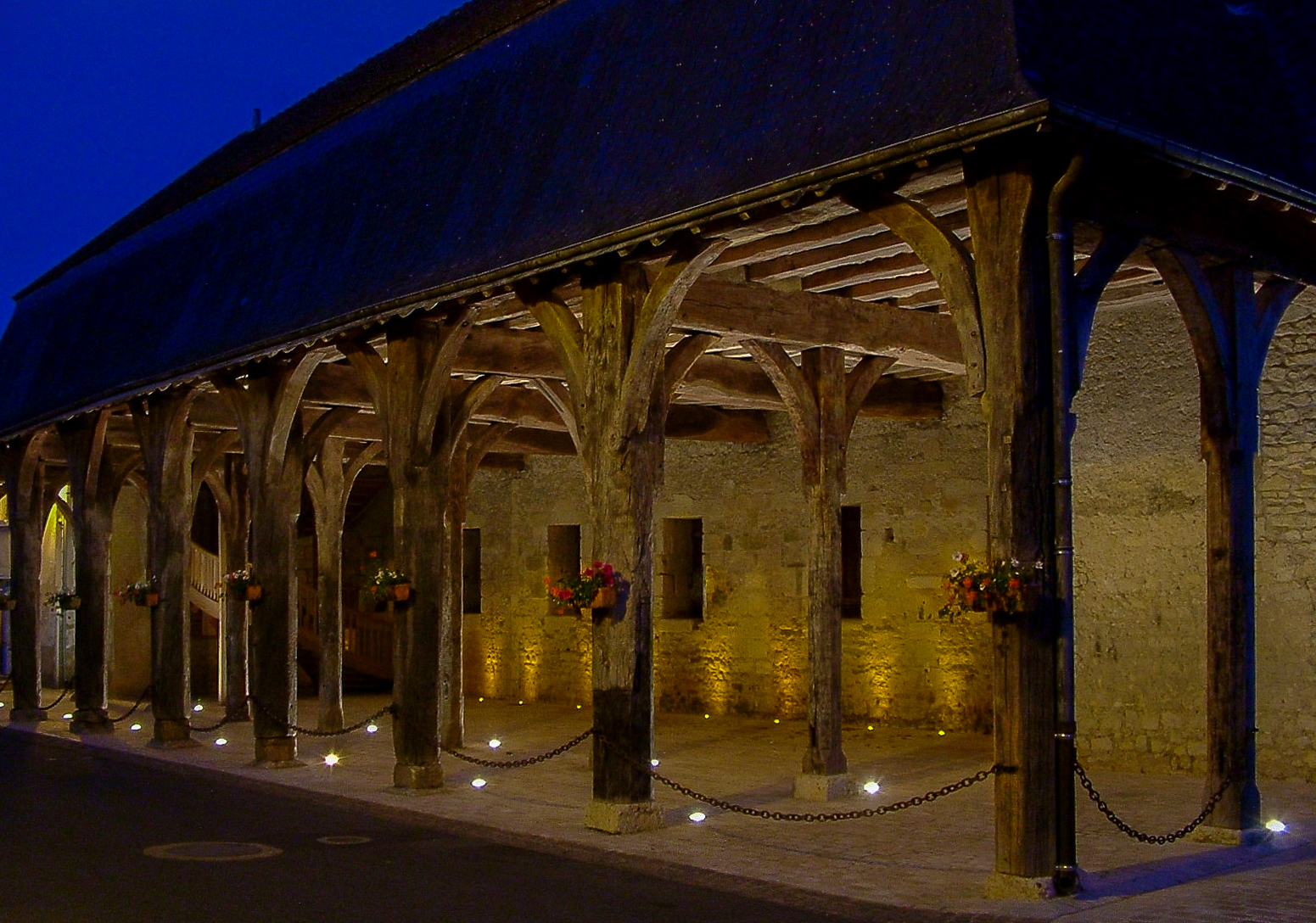
Halle aux laines de Montrésor, village de Touraine doté d'une industrie lainière au XVIIIe siècle

Outre les grandes cités, de nombreuses localités ont aussi leur halle aux draps ou aux laines.

## Les manufactures «de»Colbert

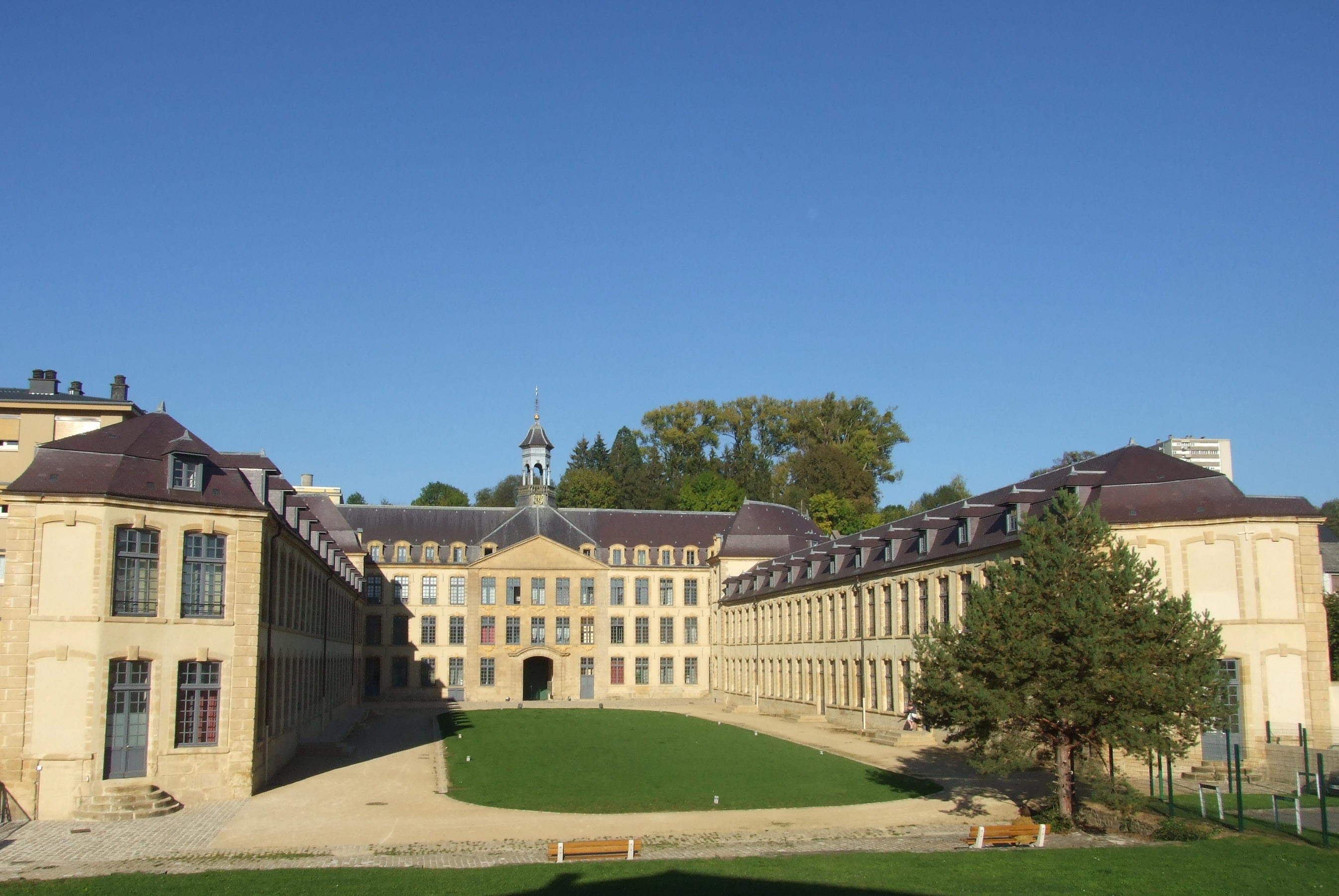
Manufacture Le Dijonval à Sedan, bâtiment central.

La première manufacture française (manufacture royale de draps Le Dijonval) est créée à Sedan en 1646 (quatre ans après le rattachement de la ville à la France, avant Colbert) par Nicolas Cadeau, négociant parisien. Il s'agit de reprendre les méthodes éprouvées à Leyde et de concurrencer les marchands hollandais et italiens du nord qui dominent alors le marché. Afin de gagner des marchés prestigieux la manufacture utilise les meilleures laines, celles de mérinos importées d'Espagne. L'Espagne interdit en effet l'exportation de ses moutons mérinos. La laine est ensuite filée par des fileuses des villages alentour avant d'être reprise par la manufacture.
Colbert généralise ensuite ces principes à de nombreux établissements. En 1665 est créée la Manufacture royale des Rames, des ateliers de draperie à Abbeville; on y fait venir comme à Carcassonne des spécialistes hollandais (famille van Robais). La manufacture de draps d'Elbeuf est créée en 1667, celle de Louviers, spécialisée dans le drap fin en 1681.
Ces manufactures sont souvent des reprises de sites déjà existants mais agrandis et mieux pourvus financièrement, avec pour le drap fin, la claire intention de gagner des clients dans l'empire ottoman par la création en 1670 de la Compagnie du Levant qui travaille au service de la Manufacture de draps des Saptes (Carcassonne) et de la manufacture des draps de Villeneuvette, toutes deux favorisées en 1666 par Colbert dans la perspective de la construction du Canal du Midi.
La Manufacture de draps des Saptes emploie en 200 ouvriers en 1689, mais le travail cesse à la mort du directeur, Noël de Varennes, en 1699, le site de la Villeneuvette étant plus approprié du fait de la présence d'une rivière.
La manufacture des draps de Villeneuvette, bénéficiant d'un site plus compétitif car mieux desservi sur le plan de l'énergie hydraulique, reprend la quasi-totalité du marché. Elle est rachetée par ses créanciers puis dissoute en 1703, mais vendue à Honoré Pouget, frère d'André, pour un montant important de 142 000 livres. Elle produisait alors 800 à 1 000 pièces de draps par an, soit un peu moins que les deux sites réunis dans les années 1690.
Les années 1663/1664 voient à nouveau produits des draps en grande quantité à Perpignan par des marchands facturiers du nom de Roussy et de Bernard, qui débitent quelque 500 pièces de draps par an, exportées vers Marseille puis l'Italie.

## Concurrence des autres textiles
Apparue en Chine puis très tôt connue en Inde, la soie au Moyen Âge est importée d'Asie via Venise puis Anvers et son coût est très élevé. À la Renaissance, la soie prend son essor, en particulier dans la région de Tours où Louis XI l'implante. Elle commence à être cultivée à grande échelle dans le sud de la France, en particulier en Ardèche, dans la région de Lyon et dans les Cévennes, après l'avoir été en Italie, dans la région de Bologne, d'où des artisans exportent leur savoir-faire en France. Ce développement de la production en Europe diminue un peu le prix de la soie, mais pas suffisamment pour concurrencer directement la laine et le drap.
L'arrivée de cette soie en plus grande quantité sur le marché européen va cependant stimuler l'intérêt pour les étoffes et l'univers de l'habillement. Les artisans deviennent plus nombreux, les techniques textiles s'enrichissent et se diversifient. La laine profite aussi de cet attrait global pour les vêtements. En témoignent les innovations des artisans huguenots expatriés à Spitalfields, près de Londres, qui commercialisent des produits alliant le drap, la laine et la soie. La ferrandine est un tissu fait de soie et de laine. Le velours d'Amiens (ou velours d'Utrecht) est un mélange de lin,de mohair et parfois de coton utilisé surtout en ameublement. Le velours est une technique de tissage, originaire du Cachemire, nécessitant des métiers spéciaux. Il est d'abord réalisé avec de la soie, puis avec de la laine ou du coton.
Le Cachemire est aussi réputé pour sa production de mohair, qui donne une fois tissé le cachemire, très importante depuis le XIVe siècle. Le Pashmînâ est un cachemire réalisé à partir de sélections des meilleurs mohairs. Le pattû est un tissu de mohair et de coton en mélange.
La culture du coton de l'ancien monde (Gossypium arboreum) est originaire de l'Inde (Civilisation de la vallée de l'Indus) et se développe graduellement. À l'époque de l'Empire moghol (XVIe siècle), c'est la principale industrie de l'Inde, elle compte pour 25% des échanges mondiaux de textiles mais touche encore peu l'Europe.
Il faut attendre 1750 pour que la laine subisse réellement la concurrence du coton (histoire des indiennes de coton en Europe). La qualité de ces indiennes est supérieure à celle des autres textiles : laine, chanvre et lin. Le coton est en effet plus léger, plus souple, plus doux, facilement lavable et utilisable en été comme en hiver (doublure). Il prend bien les couleurs et est surtout meilleur marché. Il a en gros les mêmes utilisations que la laine (habillement, ameublement).
Curieusement aux États-Unis, les grands planteurs de coton habilleront leurs esclaves (ils n'étaient que peu habillés auparavant) avec du drap de laine rustique importé du Pays de Galles.
Le lin est, au moins depuis l'Antiquité, le second textile produit en Europe après la laine. Cette production y est concentrée dans quelques régions qui produisent aussi la laine : principalement la Flandre (surtout la Flandre zélandaise et Ypres), la Picardie et la Normandie mais aussi la Bretagne, la Russie du Nord et la Livonie. La production de drap de lin représente à la fin du XVIIe siècle 18% de la production textile française contre 78% pour la laine mais sera pratiquement effacée par celle du coton.

## LesHighland Clearancesen Écosse
Avant les Actes d'Union (1707) et l'arrivée des moutons « anglais », on élevait dans les Highlands des races de moutons rustiques à queue courte adaptées aux prairies pauvres comme le Soay et le Scottish Dunface (en), disparu, qui étaient présents dans cette région depuis l'âge du fer. Le mouton shetland est une survivance de ces races. Il donne une laine de très grande qualité : le shetland.

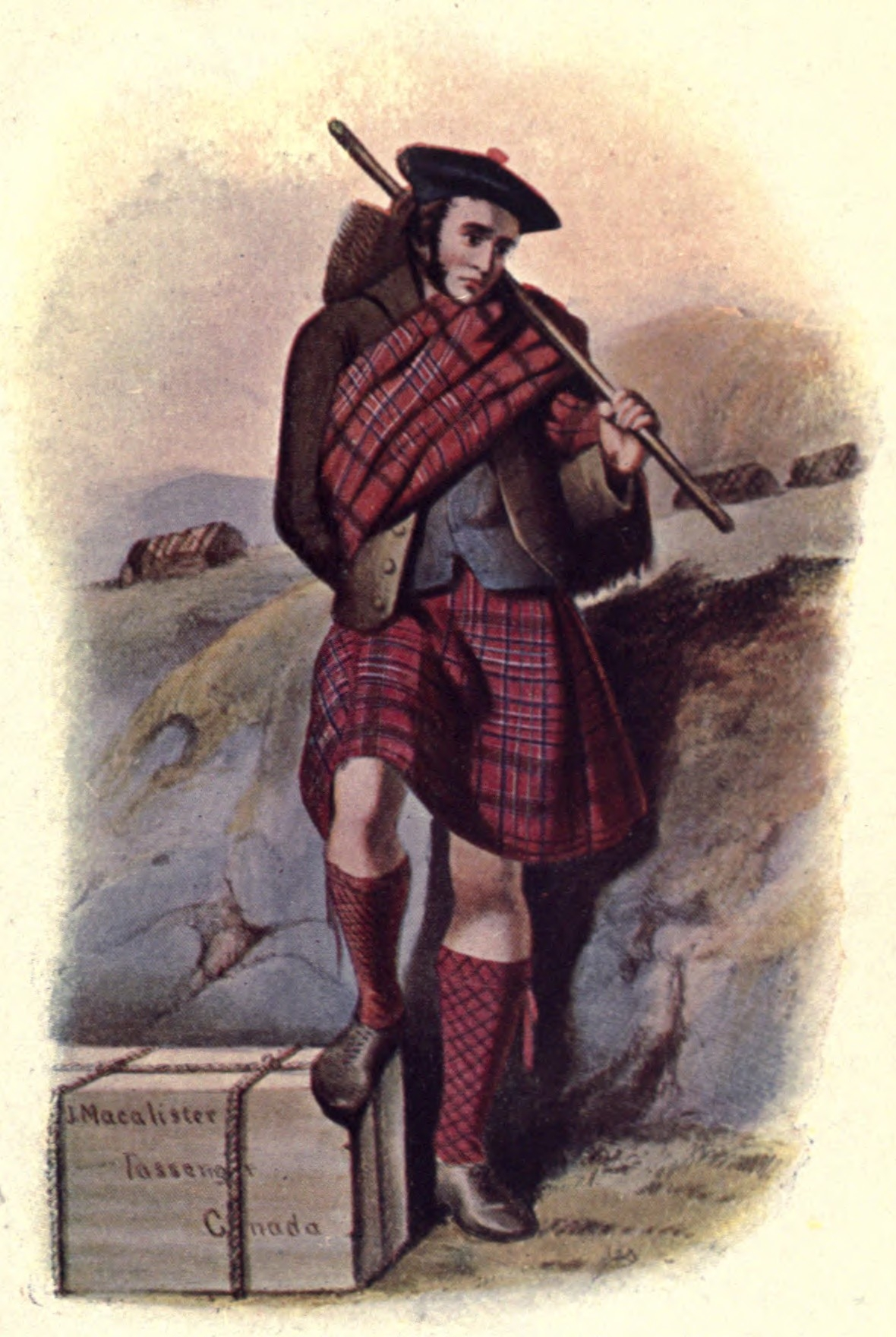
Les paysans écossais abandonnent, forcés, leur pays aux grands troupeaux de moutons (1845). Les costumes traditionnels en tartan, ici aux couleurs du Clan MacAlister, sont, par ailleurs, un magnifique exemple d'utilisation du drap.

L'apparition de gigantesques troupeaux parcourant les terres montagneuses de l'Ouest de l'Écosse est la cause de l'émigration des clans vers la côte et vers l'Amérique. Ces déplacements forcés de population désignés sous le nom de Highland Clearances (nettoyages des Highlands) résultent de l'échec des rébellions jacobites soutenues par la France et dont la dernière tentative prend fin lors de la bataille de Culloden de 1746. Le droit saxon est appliqué, la terre n'appartient plus collectivement au clan qui y vit mais à de grands propriétaires terriens, d'abord aux chefs de clans survivants qui n'ont pas choisi l'expatriation, puis à leurs héritiers qui vivent à Londres, ou revendent ces terres à d'autres propriétaires. L'élevage extensif des moutons qui demande peu de main d'œuvre remplace alors l'agriculture vivrière diversifiée qui permettait de faire vivre une population nombreuse. Ceux qui s'opposent au passage des moutons sont sévèrement punis.
Les races anciennes sont alors  en très grande partie remplacées par le Scottish Blackface et le Cheviot. Au départ le tweed était un serge (tweel en Scots) fabriqué en laine de cheviot probablement d'origine écossaise. Le tartan est une flanelle, un tissu lainé  fait de laine soigneusement peignée, à motifs celtiques. Le port du tartan fut interdit en 1847.

## L'industrie lainière,XVIIIesiècleetXIXesiècle

### Des activités diversifiées et indispensables
La machine à tricoter est inventée en Angleterre par William Lee en 1589. La bonneterie industrielle (bonnets, bas, chaussettes, mitaines) se développe alors avec cette technique à Troyes (premières manufactures en 1745, premières usines en 1820) en France et dans la région des Midlands (à Nottingham et Leicester) qui en devient le grand centre mondial.
Le filage a été industrialisé à la fin du XVIIIe siècle en Angleterre avec l'invention de la Mule-jenny (jeannette en français, Samuel Crompton, 1779). Le tissage l'est à son tour avec l'invention du métier Jacquard programmable par Joseph Marie Jacquard en 1801 en France. Le Jacquard produit douze fois plus qu'un tisserand à la main.
Le coton demandant moins de préparation se révèle cependant beaucoup mieux adapté à l'industrialisation que la laine. Après l'amélioration de l'égreneuse à coton (Cotton gin, 1793) les cotons à bas prix des États-Unis et d'Égypte sont désormais disponibles en grandes quantités.
L'industrie lainière se développe pourtant mais confrontée à la concurrence du coton, elle devient plus concentrée et plus capitalistique, une forme qu'elle développera encore plus à la fin du XIXe siècle lors de son expansion en Australie et en Nouvelle-Zélande avec de gigantesques troupeaux de plusieurs dizaines de milliers de têtes, que les fermiers sont capables de soigner et tondre à une vitesse record. À partir de 1850, les cours mondiaux de la laine chutent sous l'effet des exportations australiennes.
Les villes de Bradford (Yorkshire), Roubaix (France) et Verviers (Principauté de Liège, Pays-Bas puis Belgique) sont alors considérées comme les capitales mondiales de l'industrie lainière.

Toutes les nations européennes et les États-unis tentent de créer leur industrie lainière et textile; ainsi en 1816 la manufacture impériale de lainages de Linz (Autriche) fournit du travail à plus de 40 000 personnes (Linzer Wollzeugfabrik (de)).

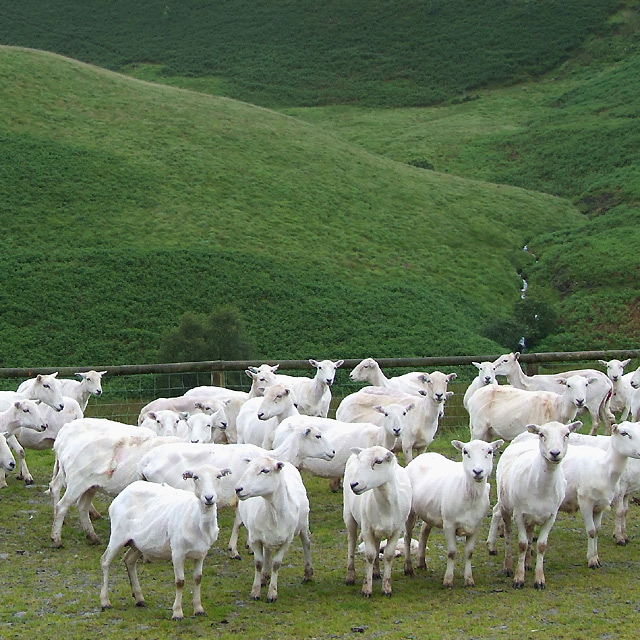
Moutons juste après la tonte, Ceredigion, Pays de Galles, 2007

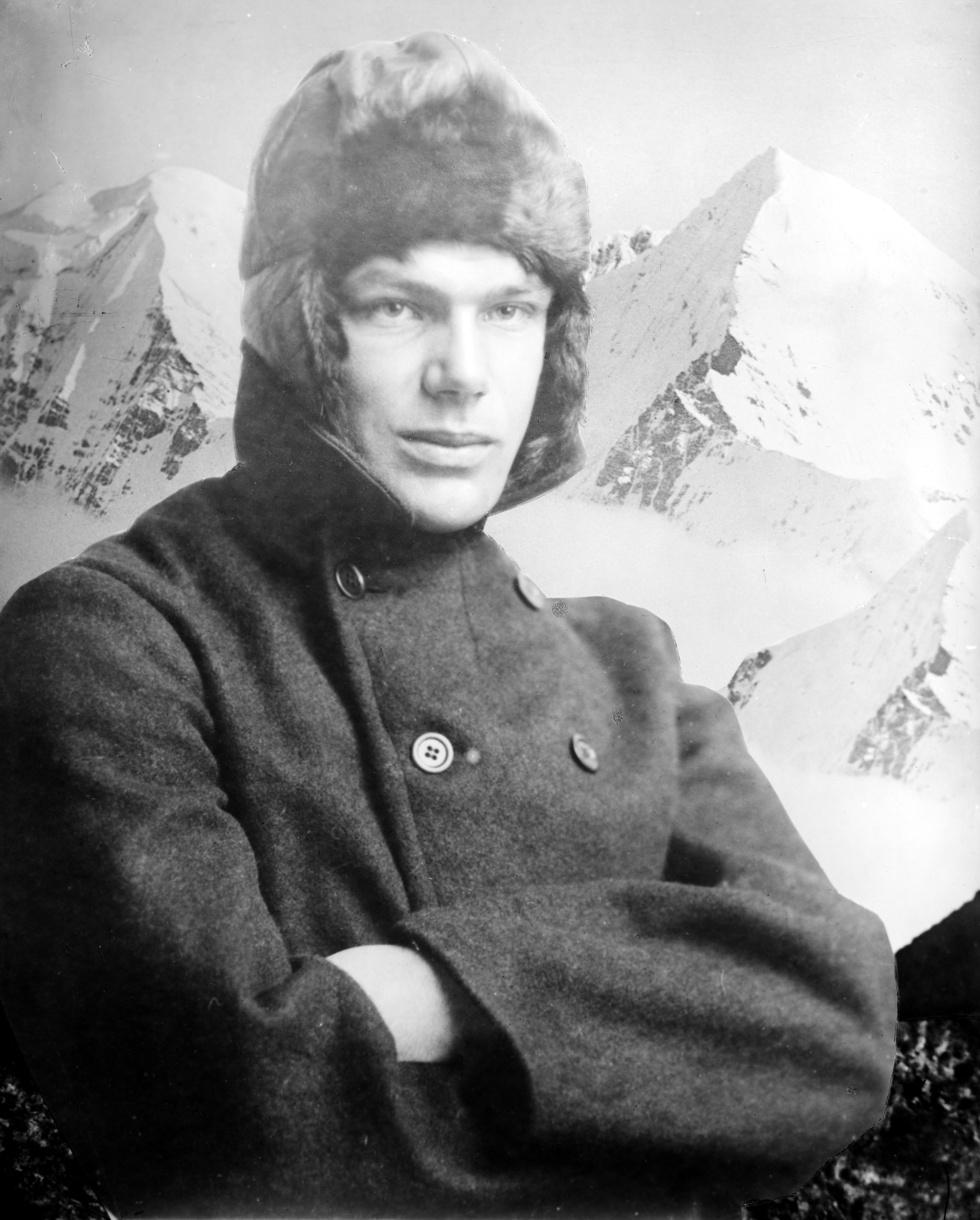
Détail d'un manteau de loden porté par Alan Villiers vers 1925.

La laine reste un tissu très apprécié que la mode ne dédaigne pas. Le cardigan est une veste de laine qui fait référence à la région lainière de Ceredigion, dont la prononciation approximative est rendue par « Cardigan » en anglais, au Pays de Galles. Elle fut portée (on dit même inventée) par le Comte de Cardigan, un héros de la Guerre de Crimée. Le loden, un tissu de laine imperméable traditionnel du Tyrol fut mis à la mode par l'Empereur François-Joseph. Le jersey, tricot à fines mailles de laine (en principe) est régulièrement remis à la mode (Lillie Langtry en 1879, Coco Chanel en 1916). La laine est très utilisée en confection de chapeaux (Stetson, béret...). Pour plus de confort, les vêtements chauds sont doublés de molleton, sorte de flanelle épaisse et douce.
La rubanerie et la passementerie spécialités françaises d'Ancien Régime utilisent aussi de la laine. Au début du XIXe siècle, on fabrique sur métiers à Bâle et Coventry puis, ensuite, surtout à Saint-Étienne où l'on réussit à adapter les métiers Jacquard à ce travail. On y réalise par exemple, souvent en laine, les galons et écussons des uniformes (Histoire de la rubanerie à Saint-Étienne).
En Allemagne, les villes de Barmen et Elberfeld, aujourd'hui fusionnées dans Wuppertal, exportent dans le monde entier les machines nécessaires à l'industrie textile et les articles de passementerie (Barmer Artikel (de)).

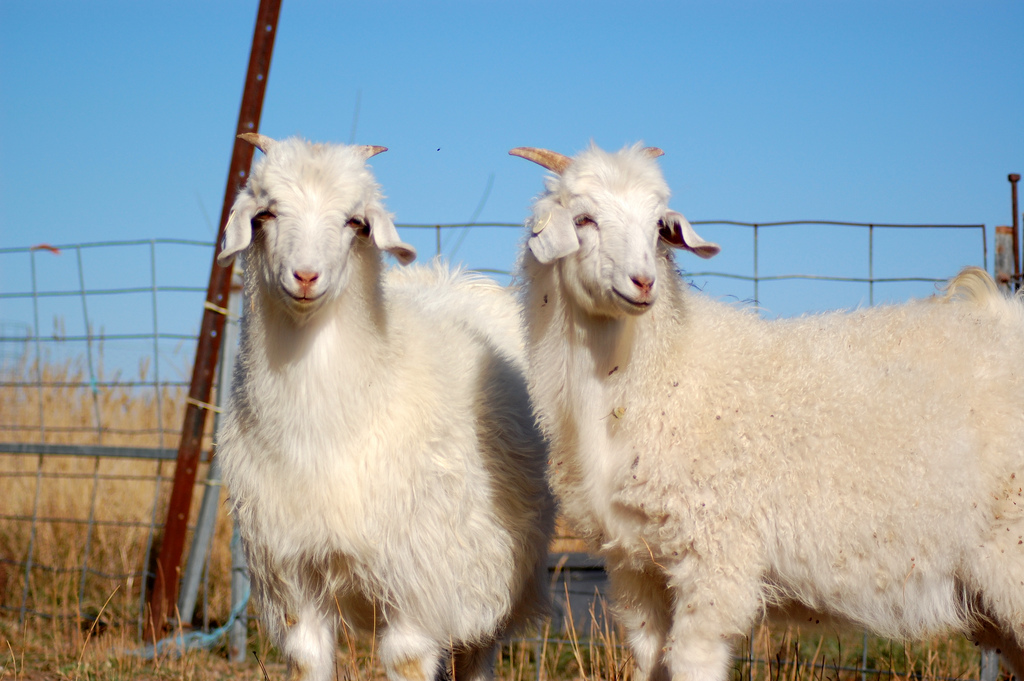
Chèvres Kashmir destinées à la production de mohair ou pashmînâ, Australie, 2008

C'est surtout en Écosse, à partir de 1830, que s'est développé l'industrie du cachemire d'abord à partir de fil issu d'élevages français et de métiers français (Guillaume Louis Ternaux). Les châles en cachemire étaient particulièrement appréciés.
La production artisanale continue aussi, on utilise les rouets et les métiers artisanaux dans les campagnes européennes encore dans les années 1900.

### Utilisation des laines de récupération
À l'époque industrielle le développement d'une classe ouvrière souvent mal payée crée une demande importante pour des tissus bon marché. Avant l'arrivée des plastiques et du caoutchouc synthétique les industries du cuir et de la laine alors très puissantes peuvent satisfaire par leurs coproduits et leurs déchets une partie de cette demande :

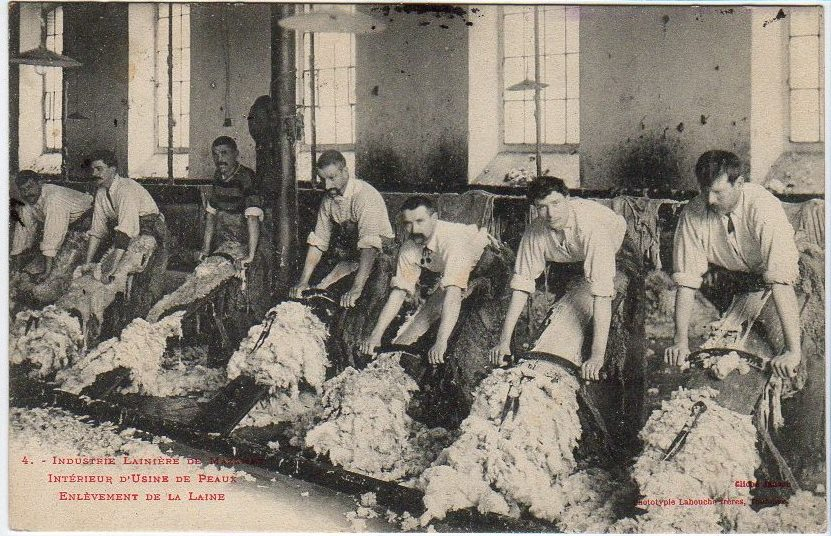
Le délainage des peaux de moutons à Mazamet vers 1912

- Le délainage des peaux de moutons à Mazamet vers 1912Le délainage des peaux de moutons pour la fabrication des cuirs fournit de la laine (laine-morte) en abondance. Le procédé à l'échauffe, inventé à Mazamet vers 1850 permet à cette ville et à la région du Castrais d'importer des peaux d'Argentine, d'Australie et de fournir à la fois des cuirs de moutons et des laines de qualité réputés dans le monde entier[43]
- La bourre, c'est-à-dire l'ensemble des déchets de laine (en filage, tissage, tannerie) et des plus mauvaises qualités de tonte sert aux activités de bourellerie, sellerie ...
- Le défilochage ou effilochage permet la réutilisation de la laine d'ouvrages usés. À cette époque les draps et habits peuvent connaître plusieurs propriétaires successifs (friperie) et plusieurs utilisations (par exemple les habits d'adulte pouvaient être retaillés pour des enfants en éliminant les parties usagées). Quand on avait épuisé ces possibilités, les tissus étaient encore effilochés, c'est-à-dire réduits en fragments de fils. Comme les tissus de laine ne convenaient pas pour faire de la charpie pour les pansements, ni de la pâte à papier, on les a d'abord utilisés comme engrais. Vers 1850, l'invention de la machine à défilocher permit de produire une matière incorporable dans un nouveau fil de laine pour faire ce qu'on appelait la filoche, la laine renaissance[44] ou le drap commun, évidemment de qualité médiocre mais bon marché. Mazamet et Castres étaient aussi les principaux centres de cette activité.

## Expansion de l'élevage ovin en Patagonie (1870-1950)

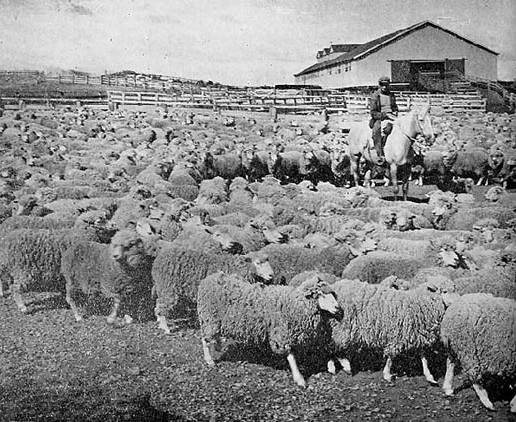
Un ranch spécialisé dans la production de laine en Terre de Feu en 1942

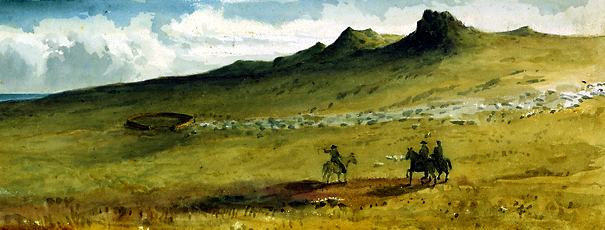
Un corral aux Malouines en 1849 par Edward Gennys Fanshawe: Mount William, Falkland Islands. Les moutons des Malouines sont à l'origine de la population ovine de Patagonie

Les moutons y sont d'abord élevés pour la laine puis à partir des années 1910 pour la viande avec le développement des transports frigorifiques. À partir de 1950 la production de laine d'Amérique du Sud souffre sévèrement de la concurrence australienne et néo-zélandaise. Les Chiliens et les Argentins imposèrent la conversion des terres de Patagonie en parcours à moutons à la suite de véritables guerres, dont le caractère génocidaire est discuté, contre les Indiens Mapuches et Ranquel.

## Progrès de l'Australie auXXesiècle
L'essor de production de laine de l'Australie a été aidé par la création d'une machine à cisailler mécanique (tondeuse mécanique pourvue d'ingénieux renvois coudés ou tournants assurant l'entraînement), inventée par Frederick Wolseley (en) (1837-1899) pour le plus grand bénéfice des producteurs de laine, au milieu des années 1880, elle réduit considérablement le temps de tonte. En 1888, à Louth en Nouvelle-Galles du Sud, la gare de Dunlop devient le premier grand hangar à machines, avec 40 hangars de cisaillement Wolseley. Les éleveurs australiens contribuent beaucoup à l'amélioration de la race Mérinos.

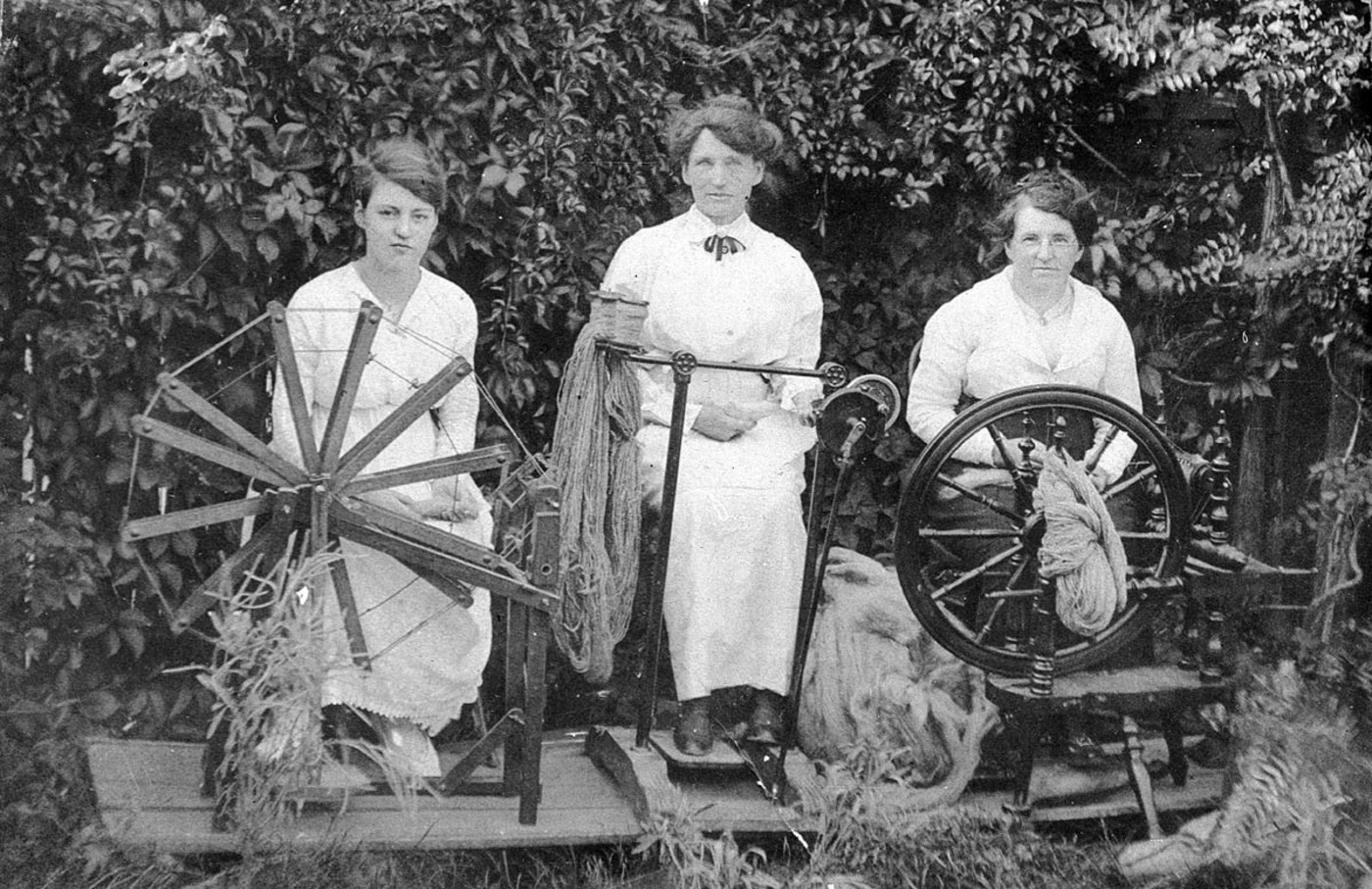
Trois Australiennes filant la laine au profit des soldats, Nouvelle-Galles du Sud, 1915

En 1914, le Royaume-Uni achetait environ 30% des exportations totales de laine de l'Australie et, au milieu des années 1920, 50%. Les exportations de laine pesaient les trois quarts des recettes d'exportation pastorales, qui comprenaient les bovins et ovins vivants, la viande, la laine et les peaux.

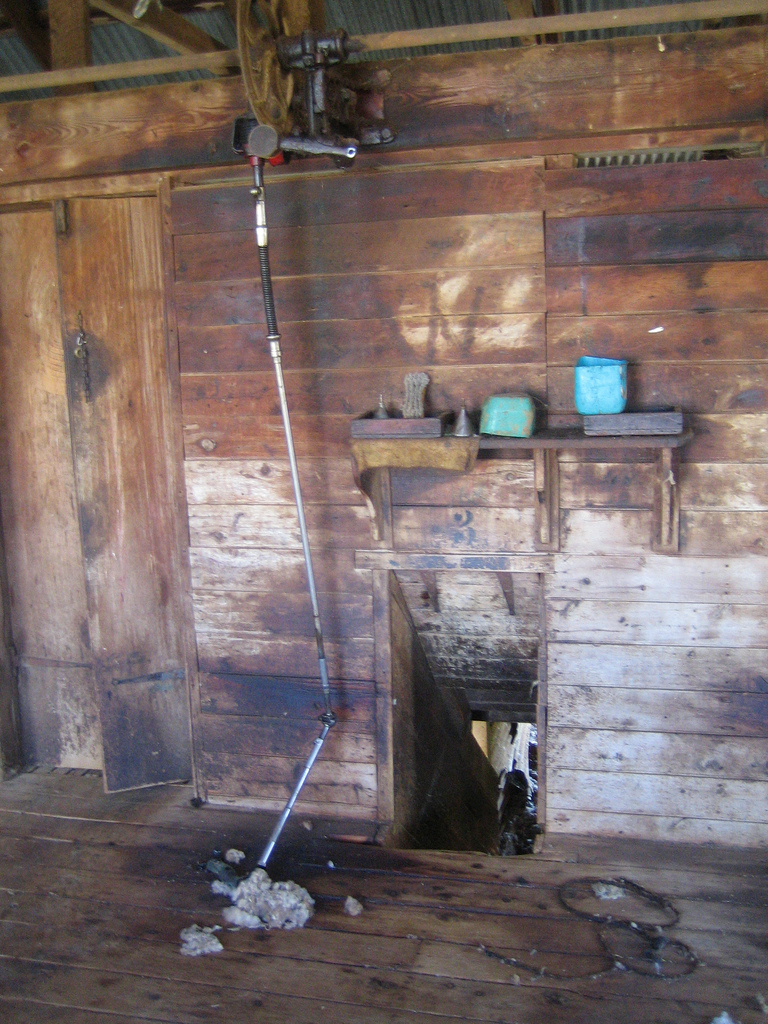
La tondeuse de Wolseley, un outil léger (la poulie d'entrainement et le moteur sont déportés) permettant de travailler sous tous les angles. Elle est aujourd'hui remplacée par des appareils électriques simples

Tout au long des années 1930, la laine est restée la pierre angulaire de l'agriculture australienne. La laine représentait environ 30 pour cent de la valeur totale des exportations de l'Australie dans les années 1930 et cette prospérité s'est poursuivie jusque dans les années 1950.
La prospérité de l'industrie de la laine australienne a culminé en 1950-51, lorsque le prix moyen de la laine grasse a atteint 144,2 pence la livre (soit environ 37 dollars le kilo aujourd'hui), contre environ 3,20 dollars le kilo au milieu de 2002.
Cependant, en 1970-71, la production de laine ne représentait que 15% de la valeur brute totale de la production agricole. Au cours de la décennie 1990-2000, la production australienne de laine grasse a diminué de 35%, en partie à cause de l'absence de demande influencée par de nouveaux développements dans les fibres synthétiques.
En 2018, portés par la demande chinoise, les prix ont atteint 18 dollars australiens le kilo.

## Boomde la laine en Nouvelle-Zélande, années 1950
En 1950, en préparation à la guerre de Corée (1950-1953), les États-Unis cherchent à acheter de grandes quantités de laine pour compléter leurs stocks stratégiques. Cela conduit à l'un des principaux booms économiques de l'histoire de la Nouvelle-Zélande le plus grand du secteur de la laine. En réaction à l'annonce américaine, le cours de la laine triple dans la nuit. En 1951, la Nouvelle-Zélande connaît une croissance économique telle qu'elle n'en a pas connu depuis. Les répercussions du boom se font ressentir jusqu'à la fin des années 1950, date à laquelle le nombre d'exploitations est à son apogée.

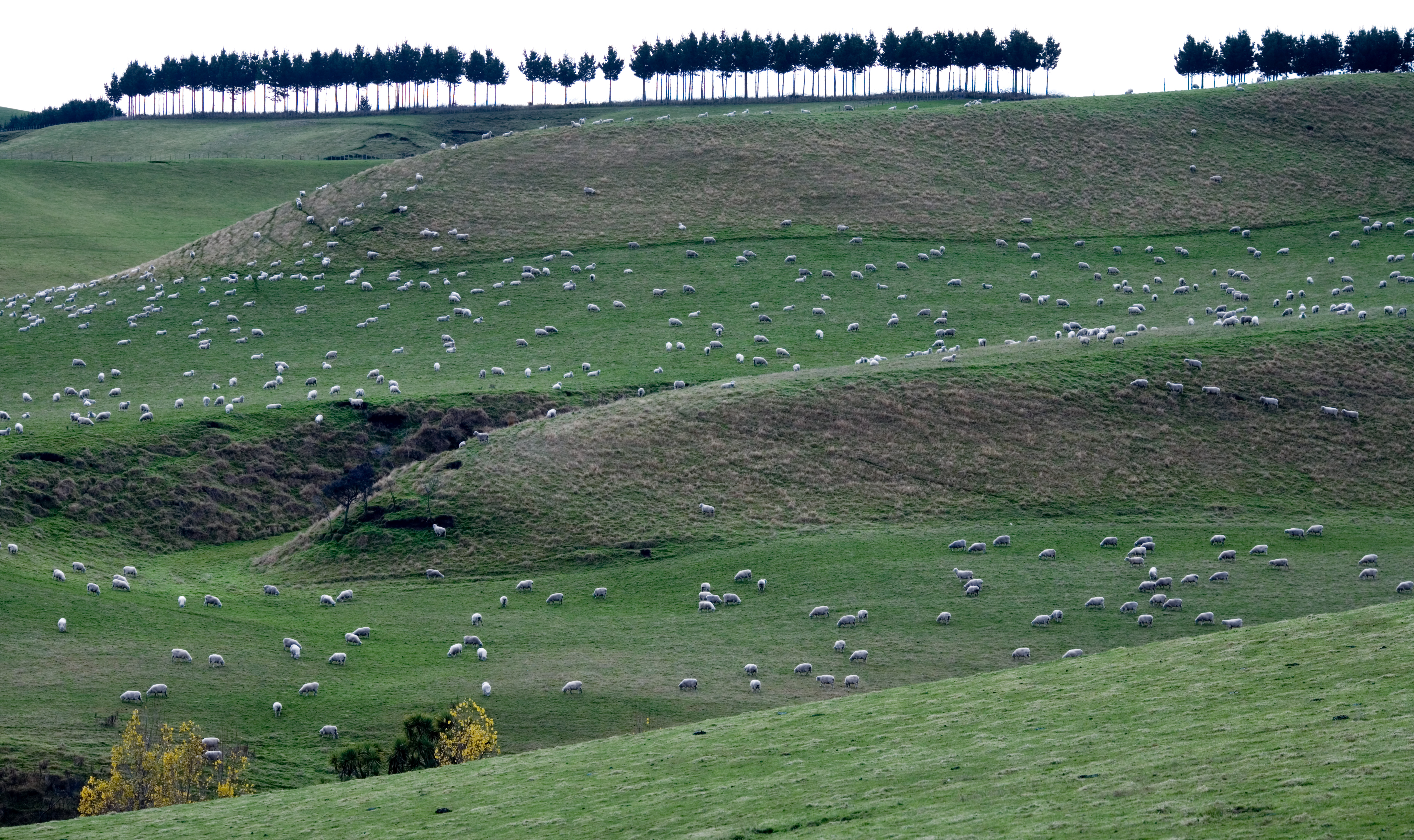
Paysage parsemé de moutons près du Mont Ruapehu, Nouvelle-Zélande, 2006

Le cours de la laine à l'exportation a ensuite rechuté de 40% en 1966, le nombre d'ovins en Nouvelle-Zélande continue malgré tout de croître. D'un total de 34,8 millions d'ovins en 1951, il atteint un pic à 70,3 millions en 1982. Cependant, les réformes ultérieures - prises par la Fourth Labour Government (en) - visant à libéraliser le marché et la suppression des subventions agricoles, conduit à une baisse de la population ovine encore plus rapidement qu'elle n'avait progressé. En 2004, le troupeau national revient à 39,3 millions de têtes, un plus bas depuis 50 ans. Au cours de la seconde partie des années 2000, la population ovine en Nouvelle-Zélande s'est remise à croître, pour la première fois depuis 1982, remontant à 40,1 millions en juin 2006.

## Évolution récente de la production lainière
Voir Laine#Pays producteurs de laine.
Depuis 1900 les fibres naturelles sont concurrencées par les fibres artificielles, comme les viscoses dont certaines variétés (fibranne) imitent l'aspect de la laine, et depuis 1940 par les fibres synthétiques. Il apparait aujourd'hui que les fibres synthétiques sont un important pourvoyeur de micropolluants plastiques et que ce problème est amplifié par l'utilisation des lave-linges et sèche-linges.
Le label Woolmark créé pour promouvoir l'utilisation de la laine apparait en 1964. Il garantit une composition à 100% de pure laine vierge (laine neuve provenant d'animaux sains et vivants).
Dans les années 1970, la mise au point de tissus de laine non rétrécissants au lavage (ou superwash) et susceptibles d'être séchés dans les sèche-linges domestiques à tambour a permis à la laine de mieux résister à la concurrence des autres textiles. L'utilisation de laines issues de l'élevage biologique est aussi en progression.
Le déclin de la laine semble arrêté. Européens et Asiatiques recherchent à nouveau des textiles naturels de qualité : en 2018 « les Européens, les Canadiens et les Chinois « consomment » en moyenne 1 kilogramme de laine par an, les Américains 300 grammes ».

## Symbolique
Historiquement, la laine ou certains vêtements de laine ont été associés à l'ascétisme, à la pauvreté ou à la petite épargne.
En Chrétienté, revêtir la bure signifiait entrer dans les ordres mendiants. En Islam le mot soufisme qui désigne un courant religieux initié par des ascètes proviendrait de al sûf : la laine, ces ascètes étant supposés n'avoir porté qu'un médiocre vêtement de laine.
Se laisser manger la laine sur le dos : se faire exploiter.
Faire son bas de laine : épargner chichement.